# تويوتا راڤ4
تويوتا راڤ4 (Toyota RAV4) هي إحدى طرازات سيارات سيارة رياضية متعددة الأغراض التي تنتجها شركة شركة تويوتا للسيارات.
تم تقديمه باليابان وأوروبا عام 1994 وبالولايات المتحدة عام 1996 تلبية للرغبات التي تتطلب مزايا الـSUV من حيثُ المساحة الداخليَّة وحجم التحميل بها وأيضاً بنفس الوقت الحجم الخارجي الصغير نسبياً واقتصادها في استهلاك الوقود وتمتعها بالمنظر الخارجي الأنيق. وقد فتح نجاح طراز تويوتا راڤ4 المجال أمَّا الطرازات الأُخرى من فئة الـ SUV الصغيرة مثل طراز هوندا سي آر-ڤي.
وللسيارة 3 أجيال وظهرت نسخة كهربائيةٍ بشكلٍ كامل من عام 1997 إلى عام 2003 وهي راڤ4 إي ڤي.
وان أكبر مصنع لإنتاجها موجود في كندا ويُعتبر ذلك إنتاجا كنديا بامتياز من تيوتا اليابانية

## الجيل الأول (XA10؛ 1994)

### معرض صور

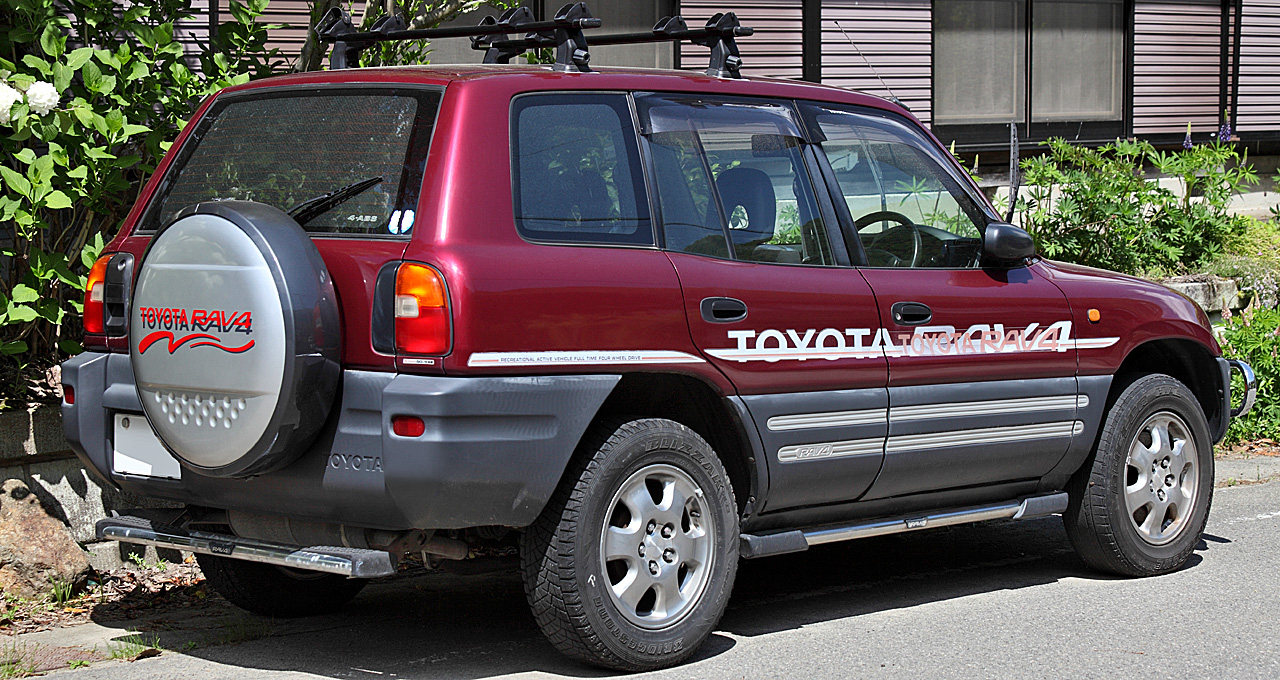
تويوتا راف فور بخمسة أبواب قبل التحسينات
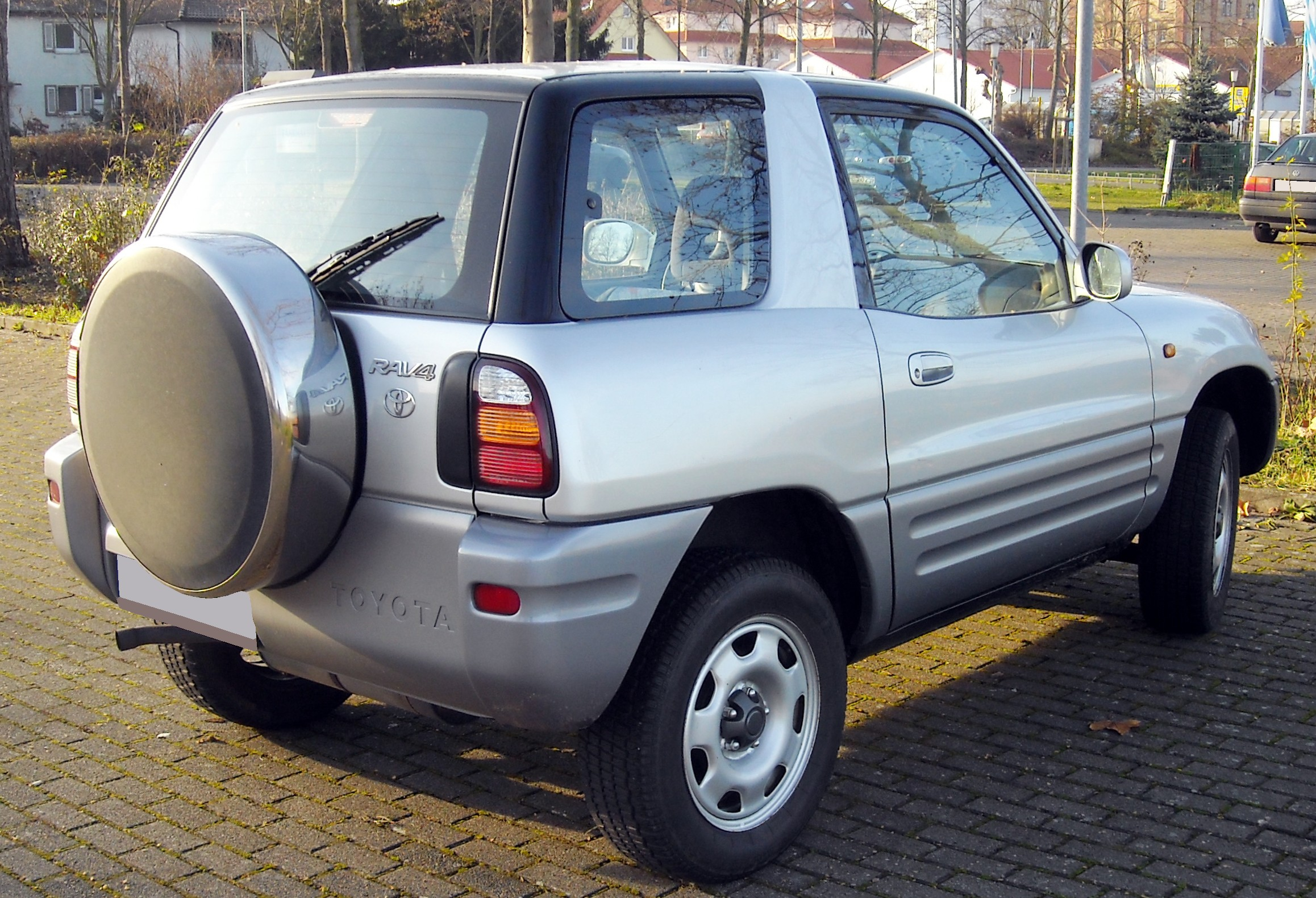
شد وجَّه تويوتا راف-4 هاردتوب (أستراليا)
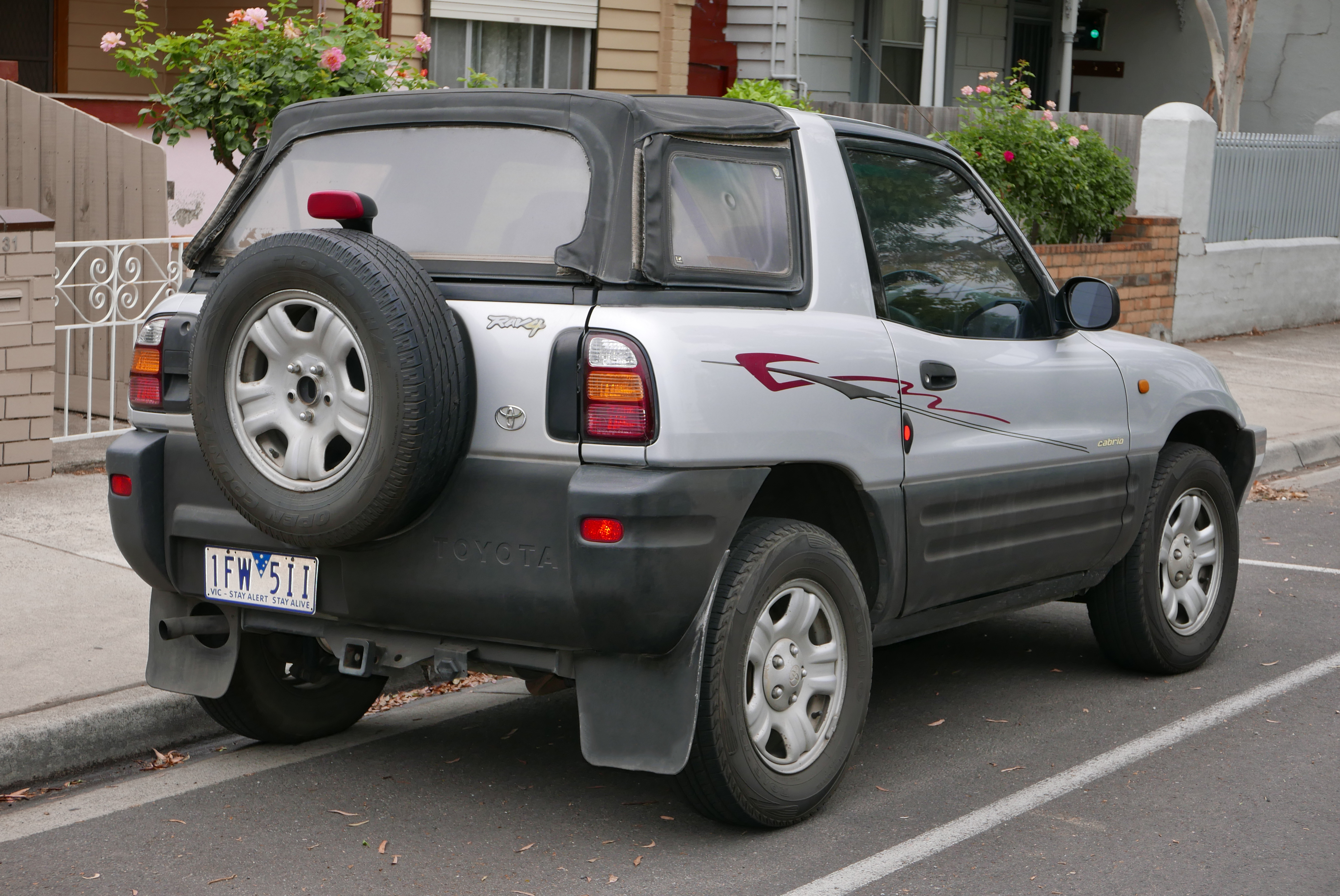
شد وجَّه تويوتا راف-4 سوفت توب (أستراليا)

## الجيل الثاني (XA20؛ 2000)

### معرض صور

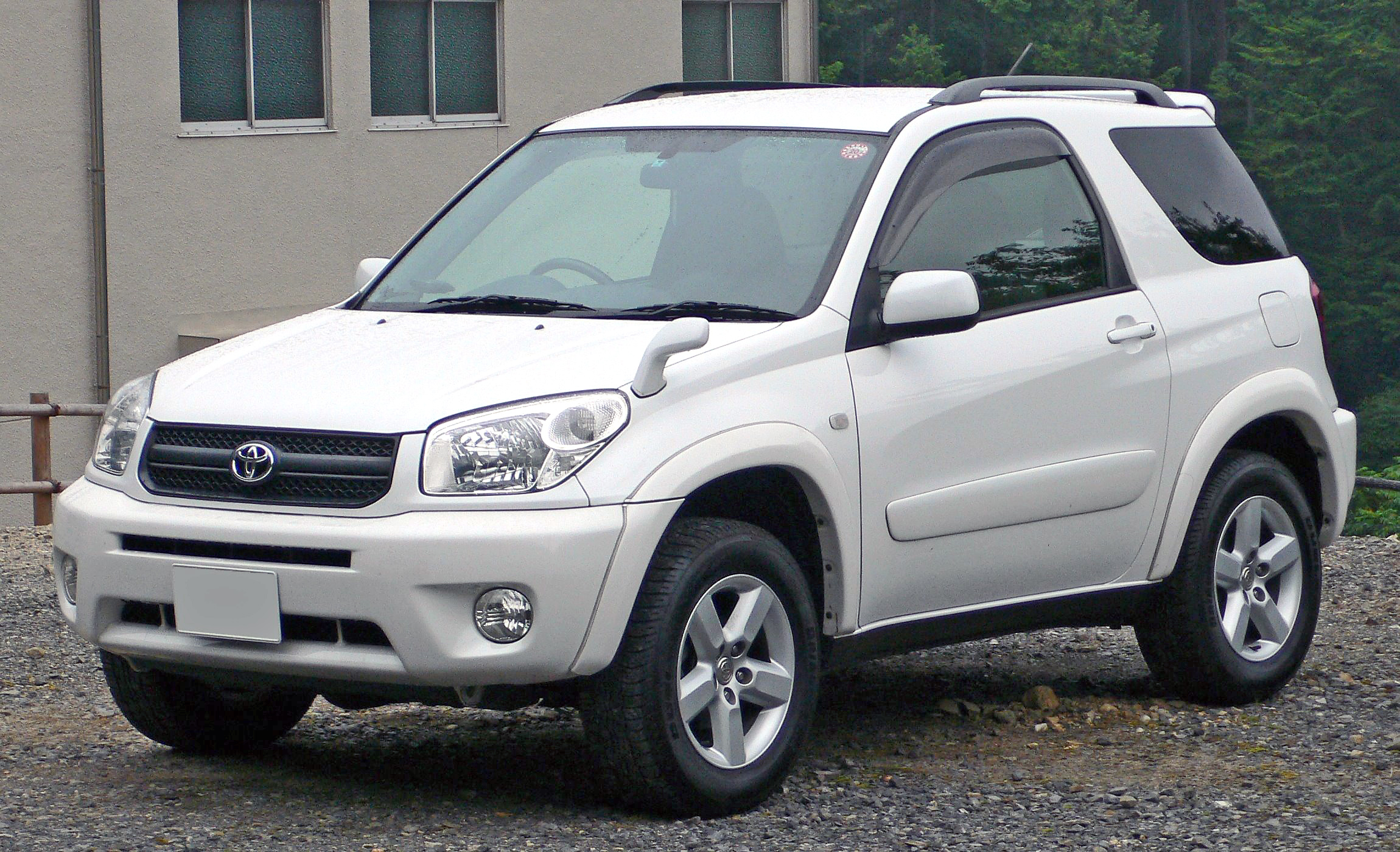
شد الوجه تويوتا راف فور سقف صلب (اليابان)
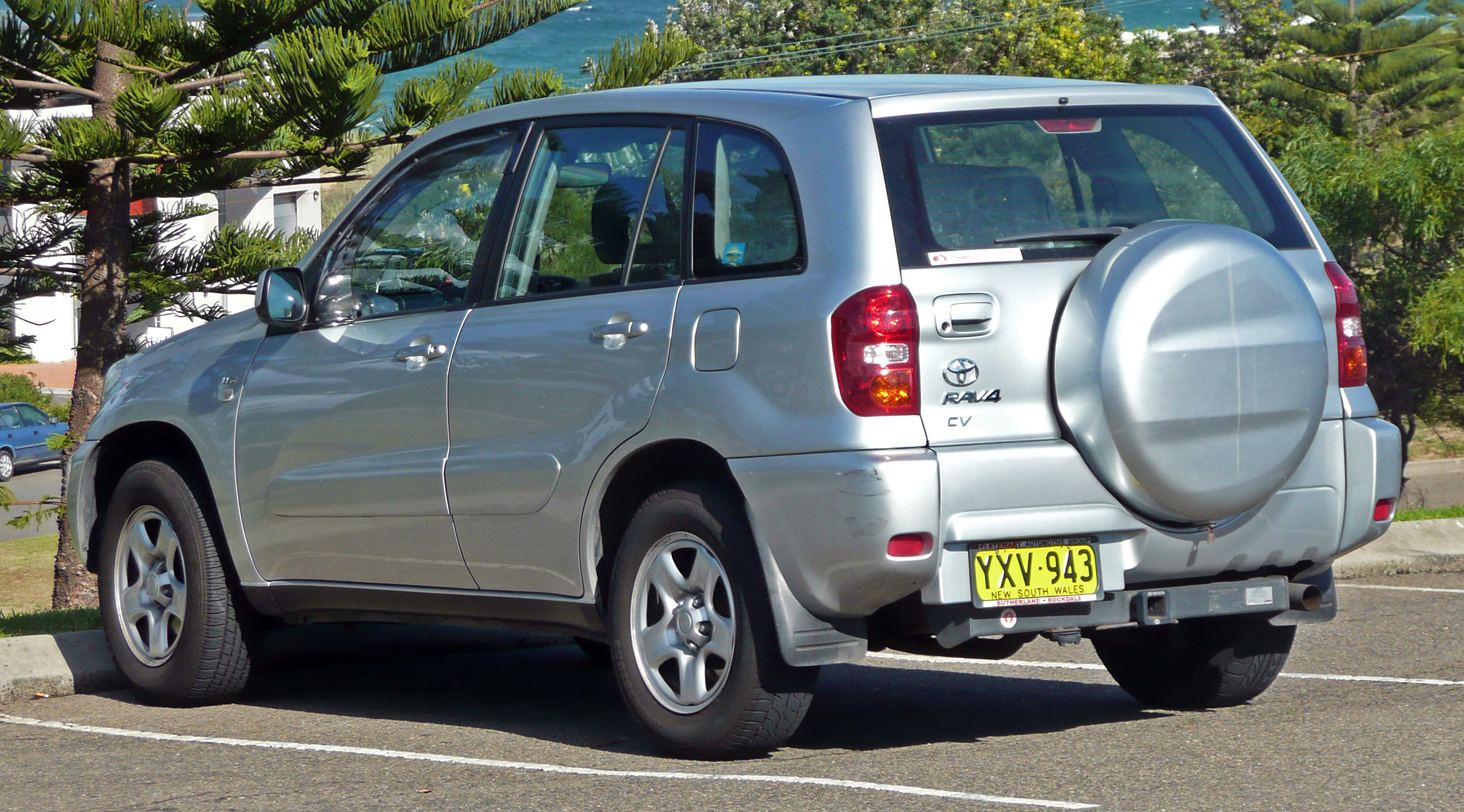
شد الوجه تويوتا راف فور CV (أستراليا)

## الجيل الثالث (XA30؛ 2005)

### الهيكل الخارجي
| رموز الهيكل (DBA-A) | ACA31W          | ACA36W          | ACA33L          | ACA37L          | GSA30           | GSA33           | GSA35           | ALA30           | ALA31           | ALA36           | ZSA30           | ZSA35           |
| ------------------- | --------------- | --------------- | --------------- | --------------- | --------------- | --------------- | --------------- | --------------- | --------------- | --------------- | --------------- | --------------- |
| القيادة             | دفع رباعي (4WD) | دفع أمامي (FWD) | دفع رباعي (4WD) | دفع أمامي (FWD) | دفع أمامي (FWD) | دفع رباعي (4WD) | دفع رباعي (4WD) | دفع رباعي (4WD) | دفع رباعي (4WD) | دفع أمامي (FWD) | دفع أمامي (FWD) | دفع رباعي (4WD) |
| المحرك (اليابان)    | 2AZ-FE          | 2AZ-FE          | -               | -               | -               | 2GR-FE          | -               | -               | -               | -               | -               | -               |
| المحرك (الصين)      | -               | -               | 2AZ-FE          | 1AZ-FE          | -               | -               | -               | -               | -               | -               | -               | -               |
| المحرك (أوروبا)     | -               | -               | -               | -               | 2GR-FE          | -               | 2GR-FE          | -               | 2AD-FTV         | 2AD-FTV         | 3ZR-FAE         | 3ZR-FAE         |

### معرض صور

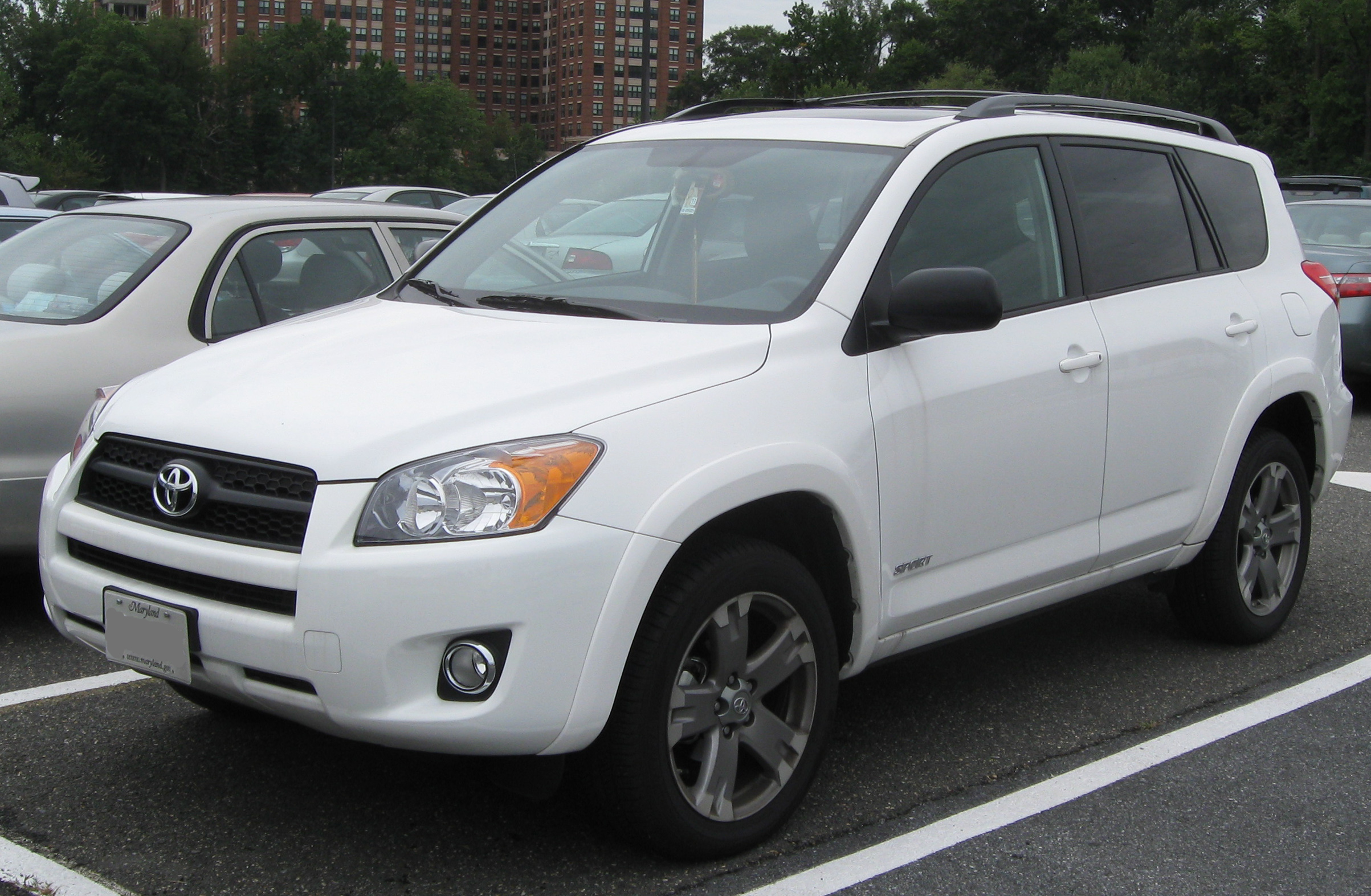
أول عملية تجميل لتويوتا راف فور سبورت (الولايات المتحدة)
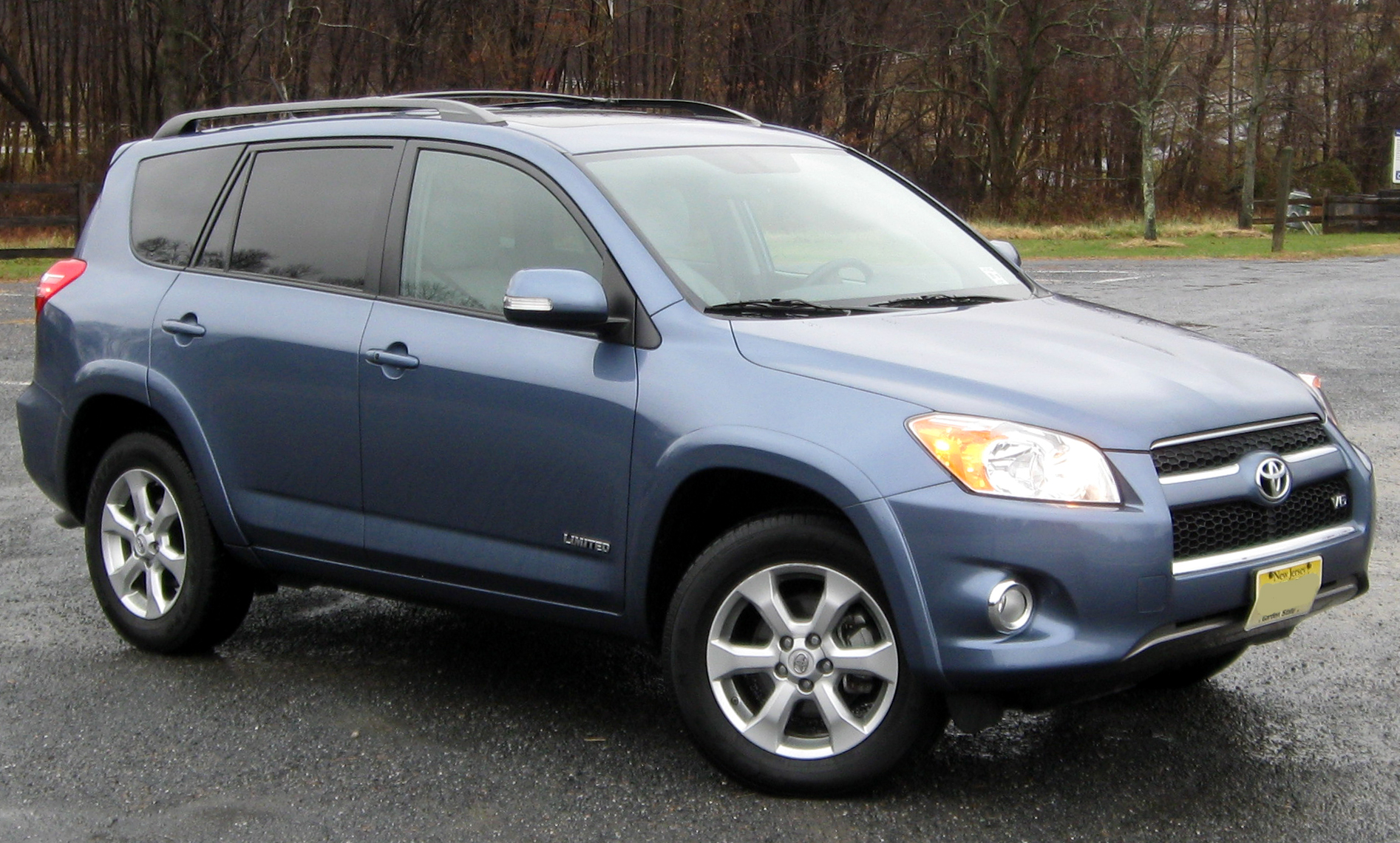
أول عملية تجميل لتويوتا راف فور المحدودة (الولايات المتحدة)
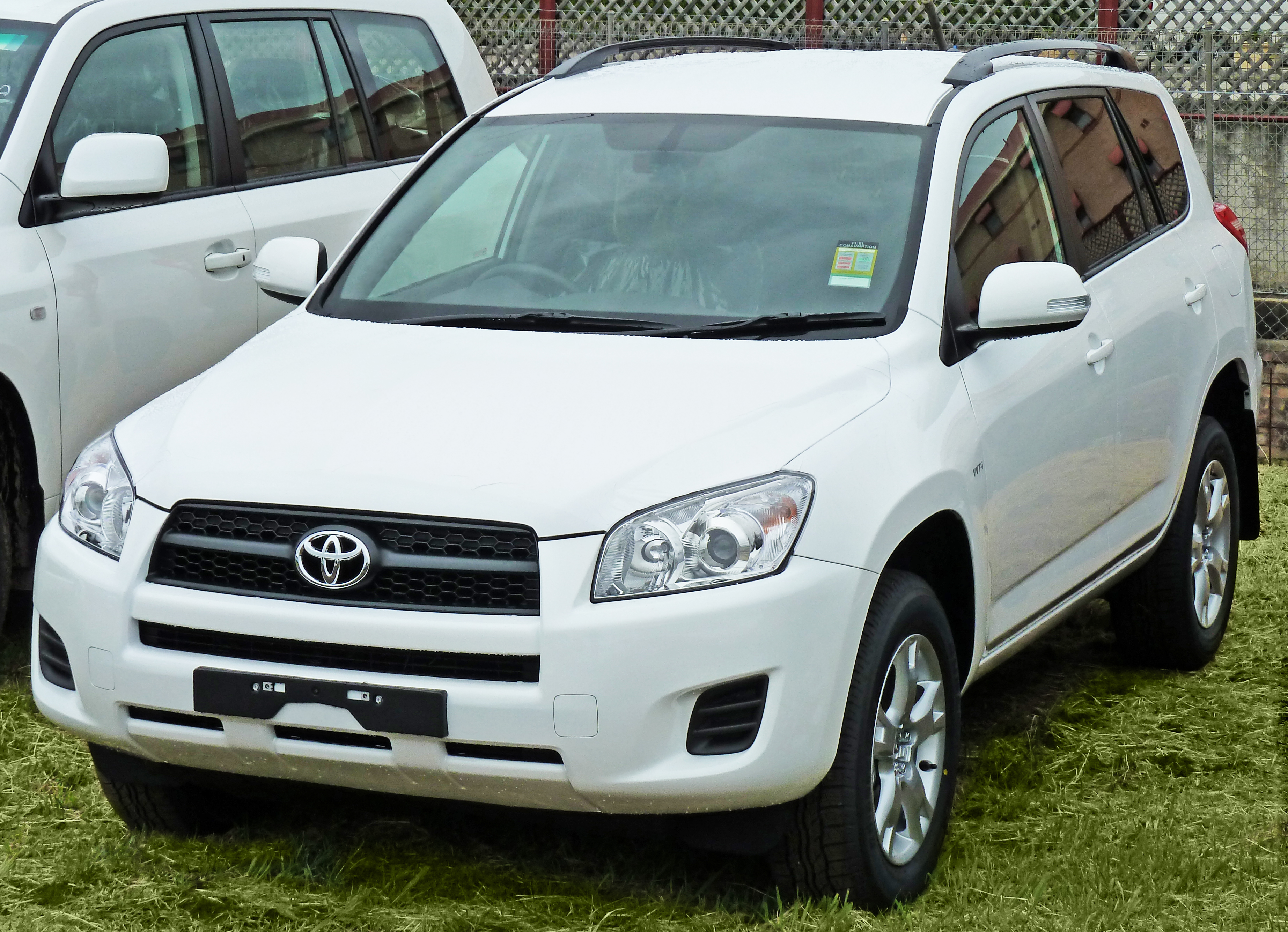
أول عملية تجميل لتويوتا راف فور ألتيتيود (أستراليا)
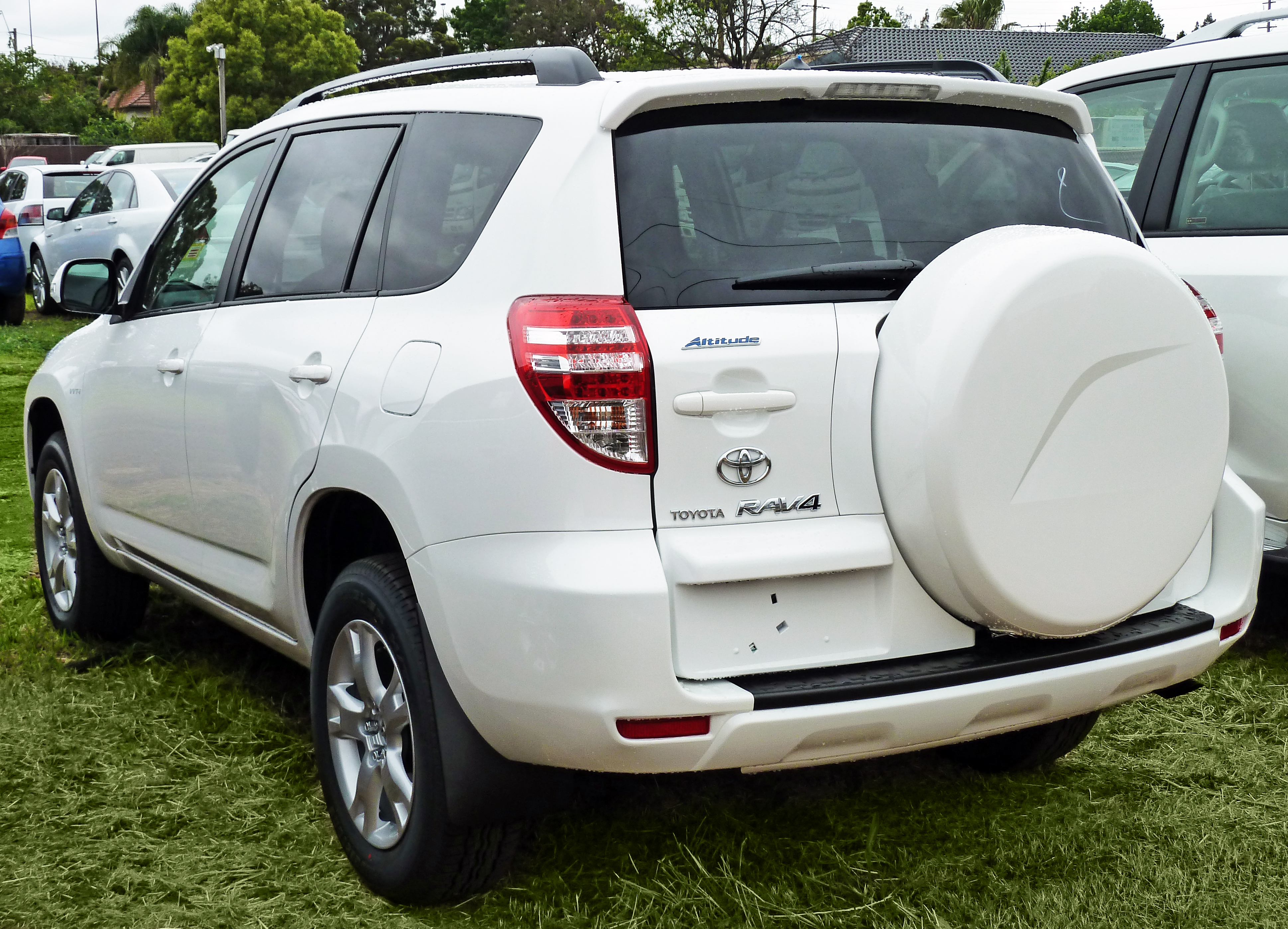
أول عملية تجميل لتويوتا راف فور ألتيتيود (أستراليا)
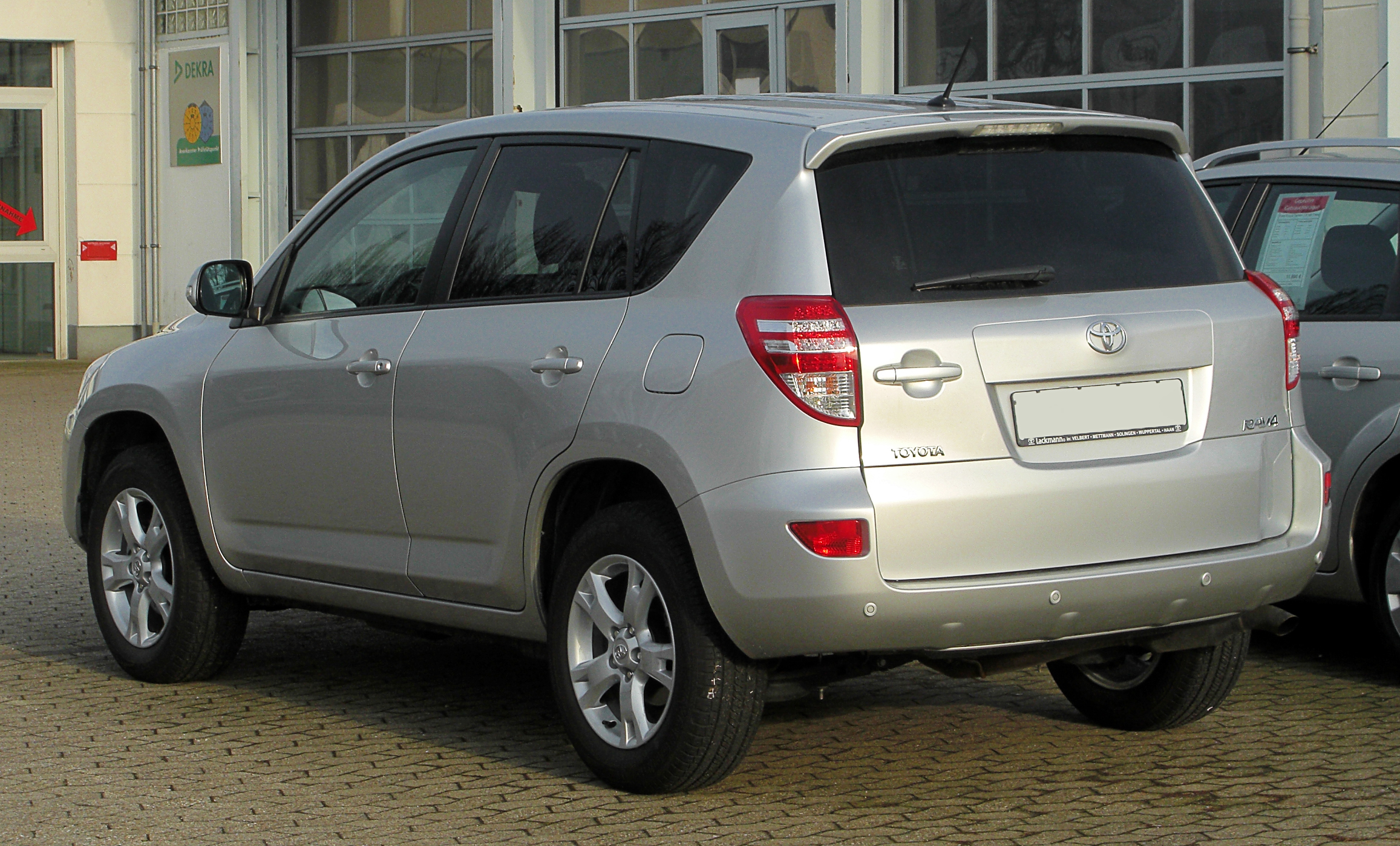
أول عملية تجميل لتويوتا راف فور (ألمانيا)
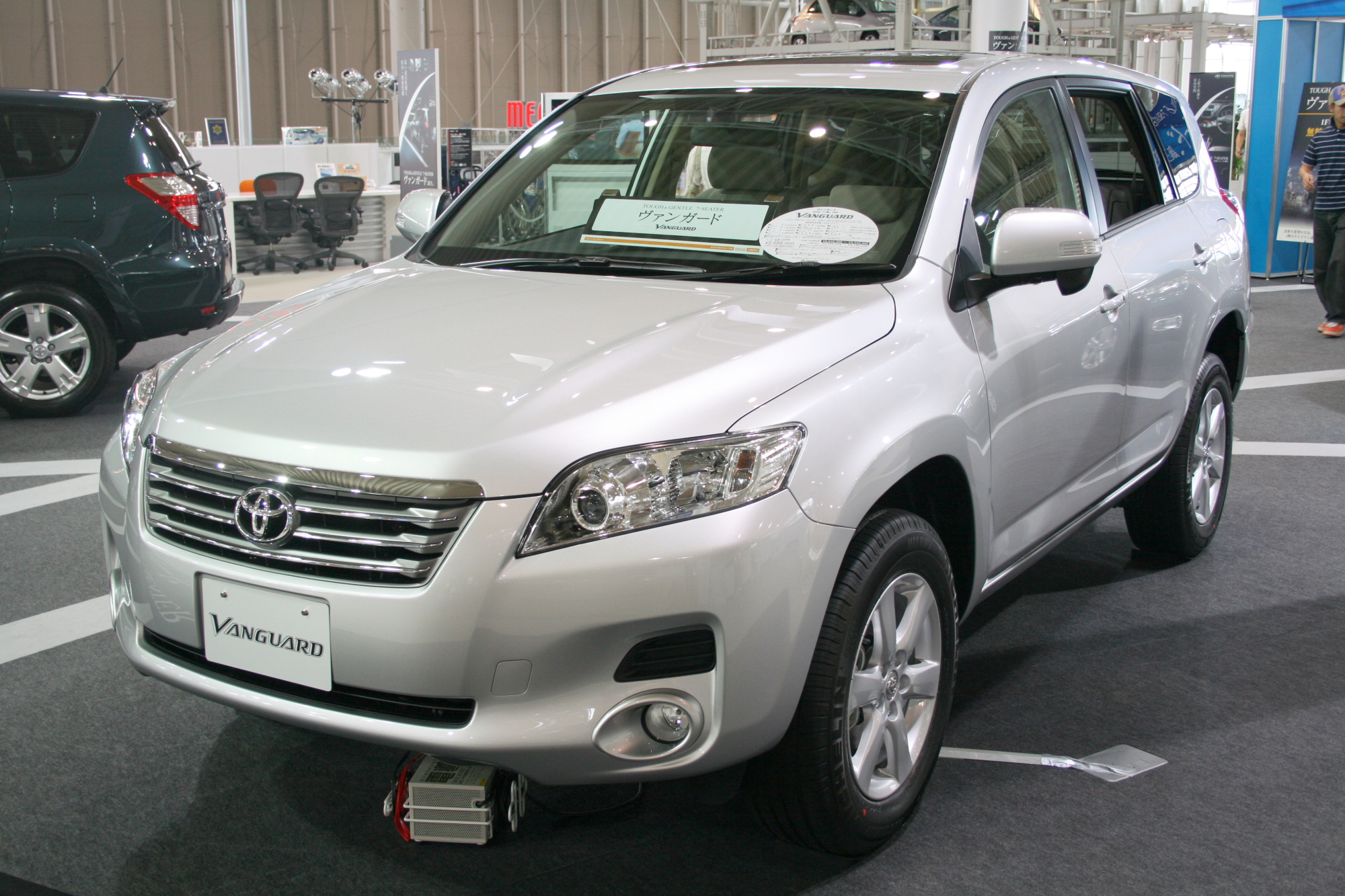
تويوتا فانجارد (اليابان)
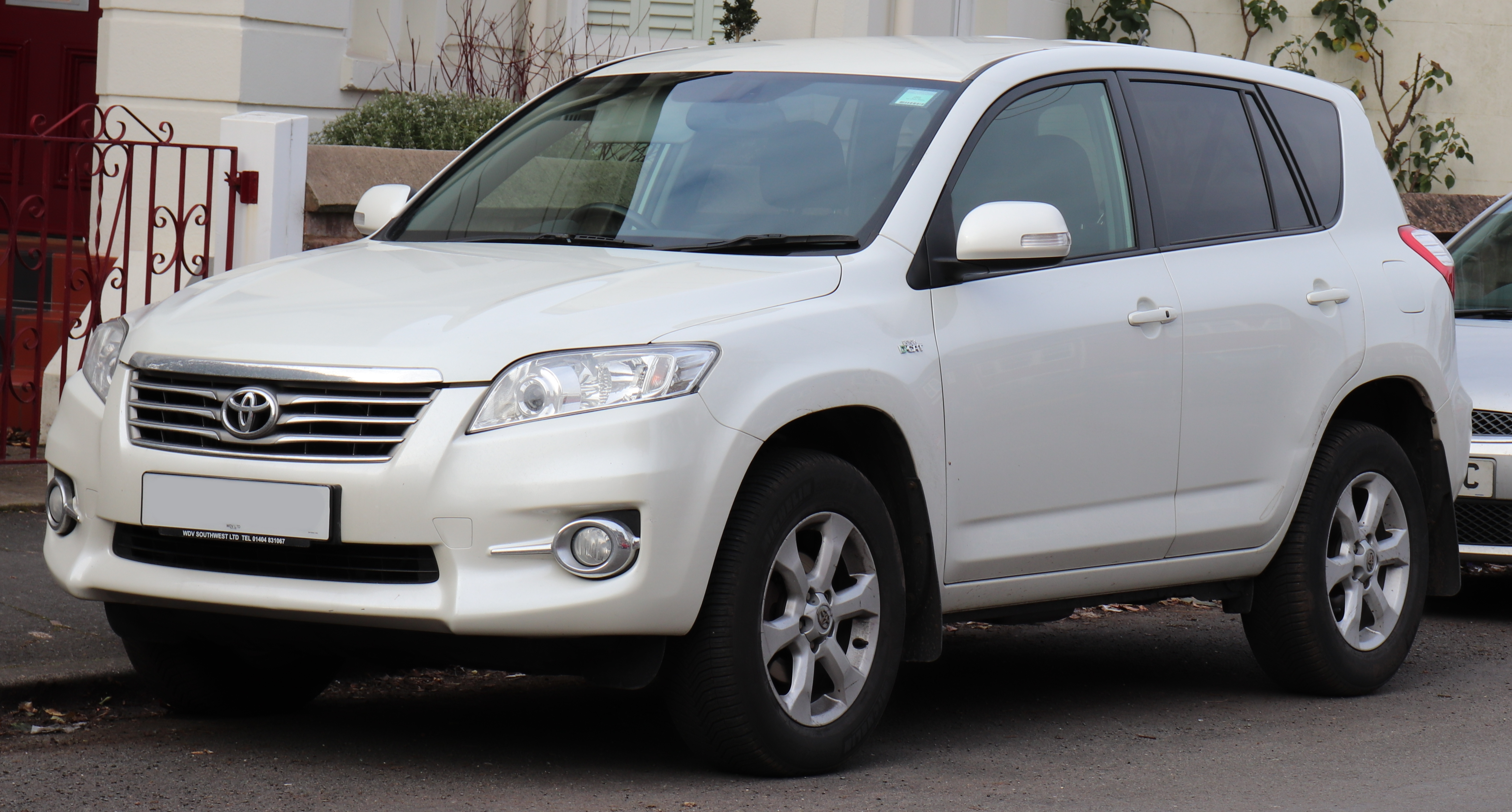
شد الوجه الثاني لتويوتا راف فور XT-R (المملكة المتحدة)
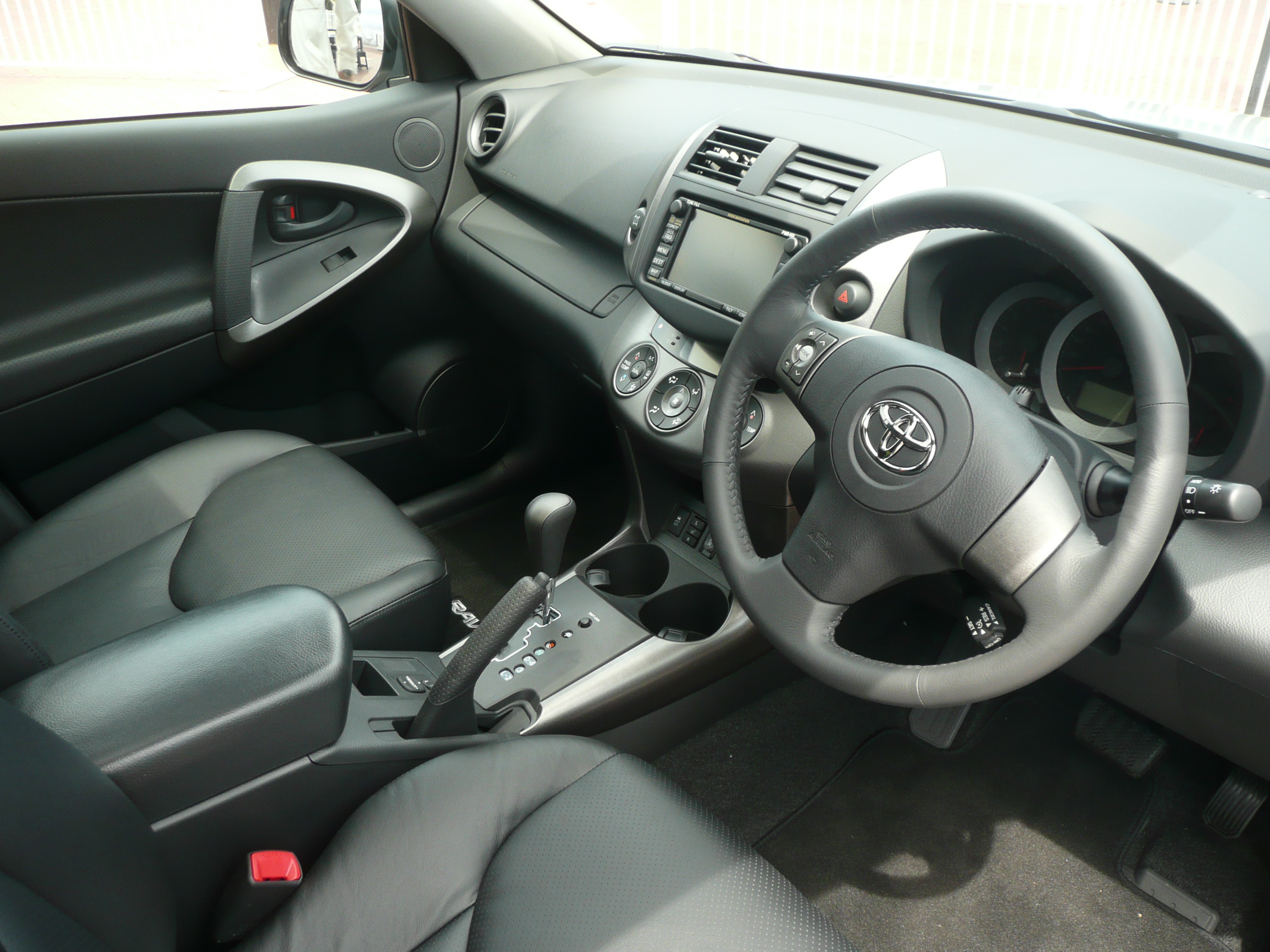
الداخلية
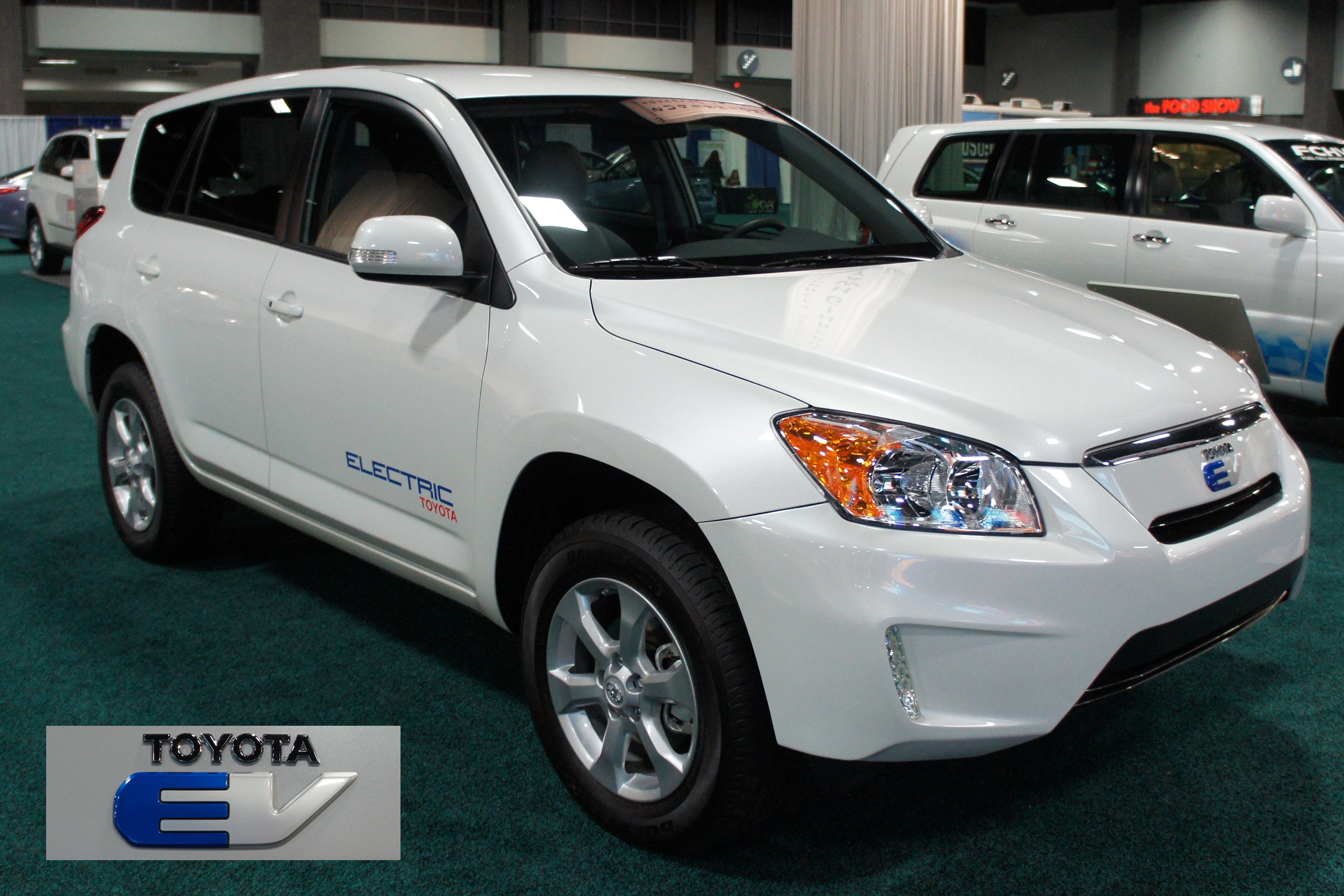
تويوتا راف فور EV (الولايات المتحدة)

## الجيل الرابع (XA40؛ 2012)

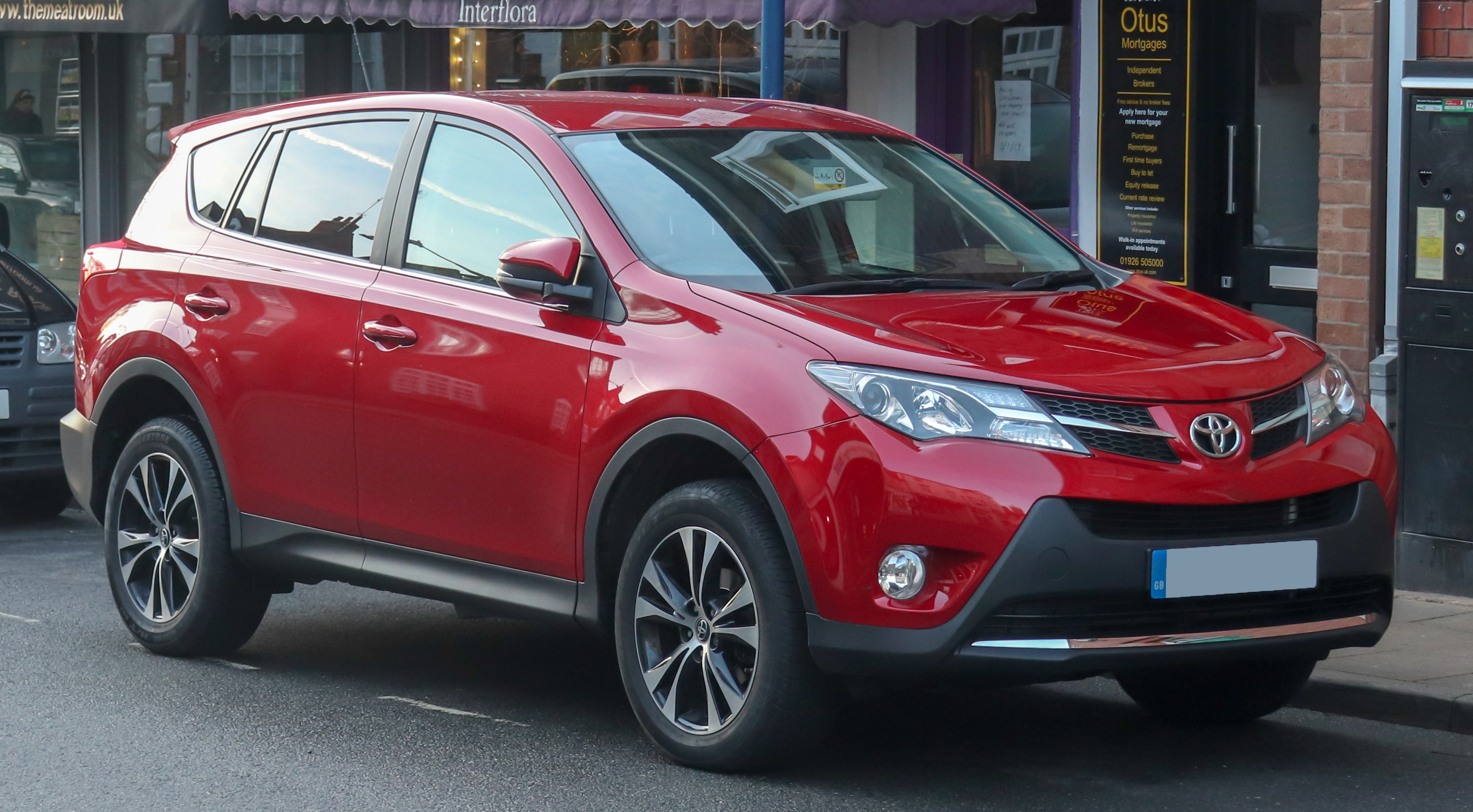
تويوتا راف فور 2015 Icon (المملكة المتحدة، ما قبل التجميل)
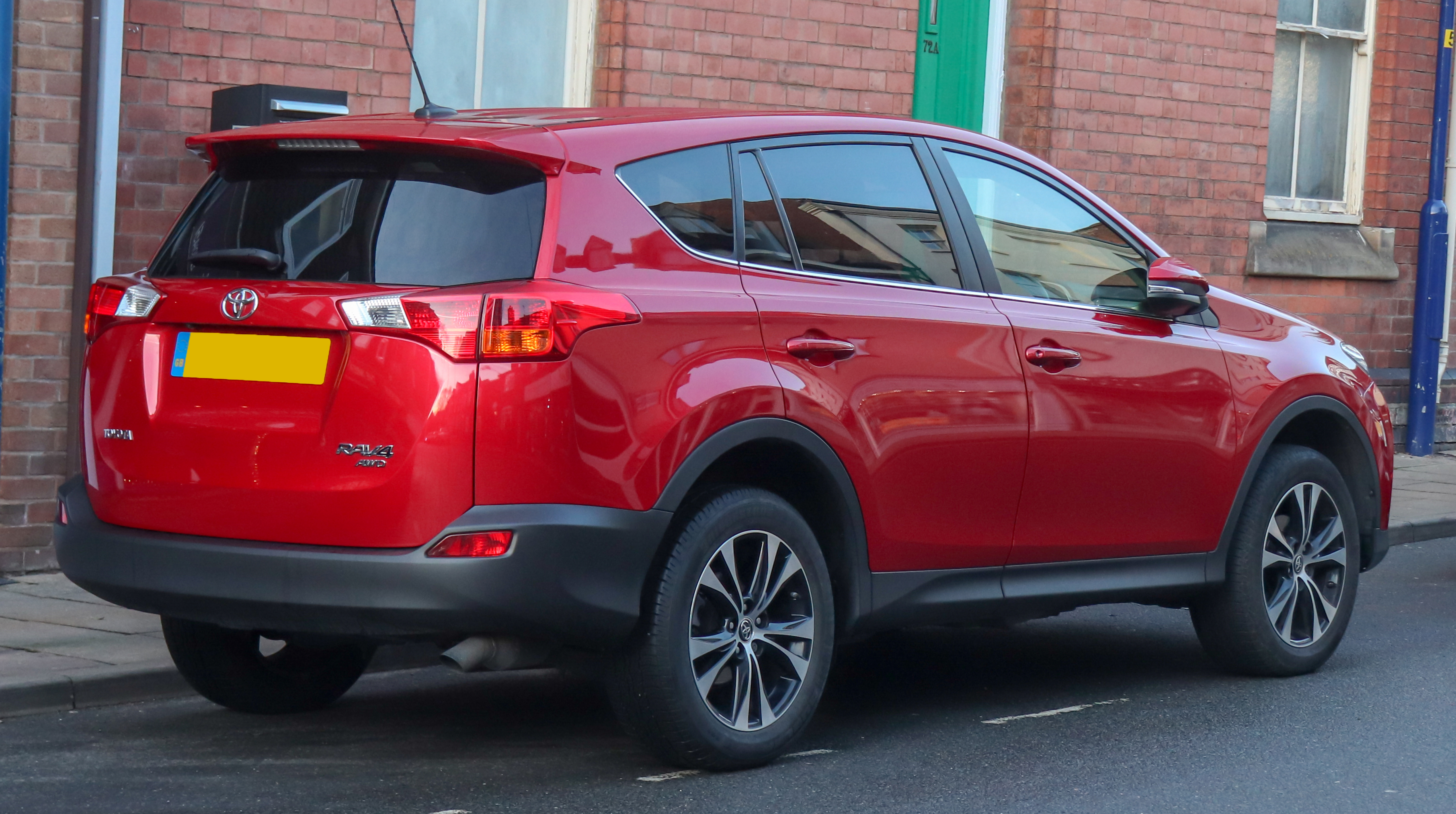
تويوتا راف فور 2015 Icon (المملكة المتحدة، ما قبل التجميل)
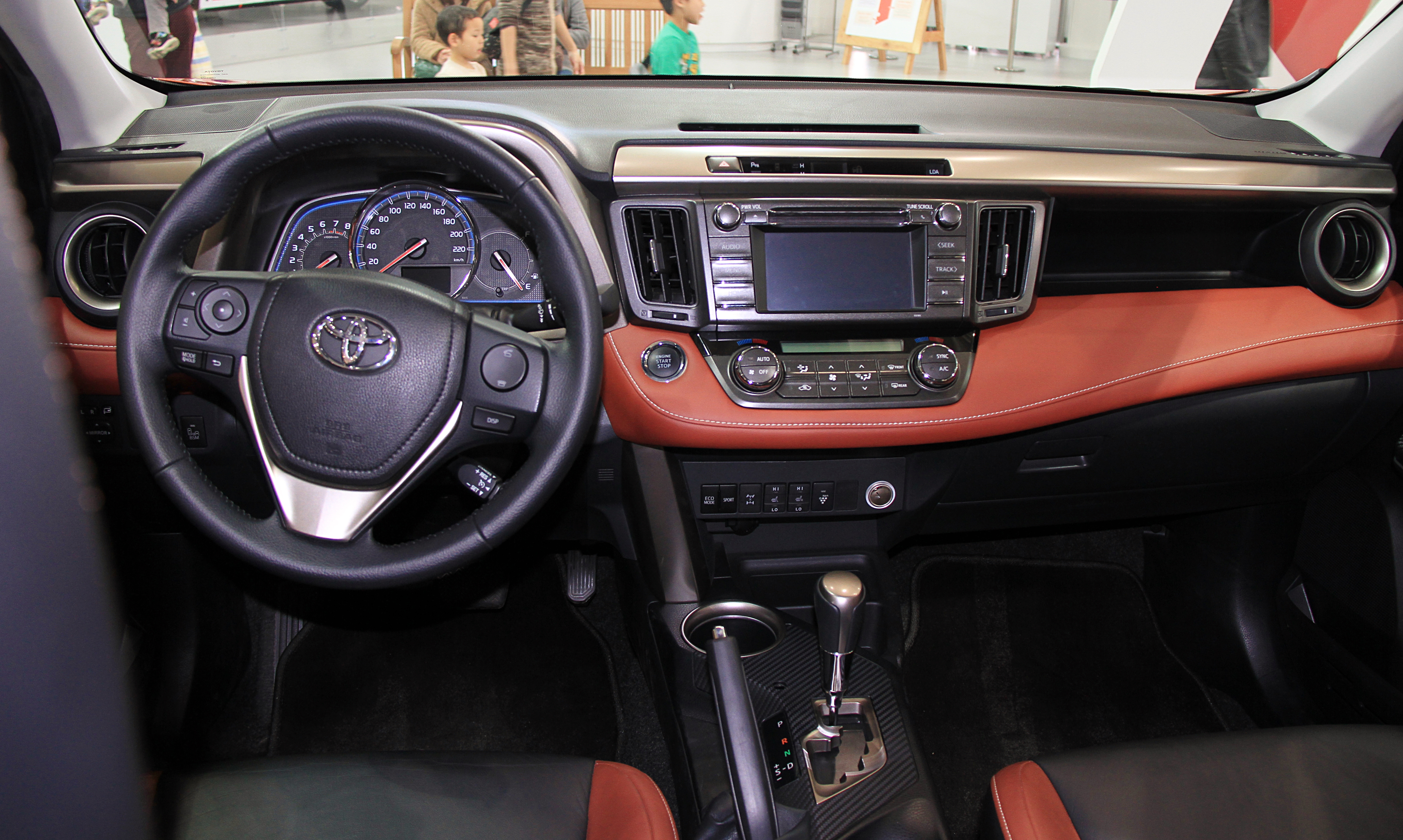
منظر داخلي

### تجميل 2015
في عام 2015 بالنسبة لعام 2016، أصدرت تويوتا عملية تجميل لسلسلة XA40. ظهرت عملية شد الوجه لأول مرَّة في راف-4 هايبرد (بالإنجليزية: RAV4 Hybrid)‏ المعروضة في معرض نيويورك الدولي للسيارات في أبريل 2015، وتضَّمنت عملية تحسين الوجه مصابيح LED أمامية وخلفية معاد تصميمها وأقراص عداد سرعة محدثة مع شاشة عرض معلومات متعددة الألوان TFT.

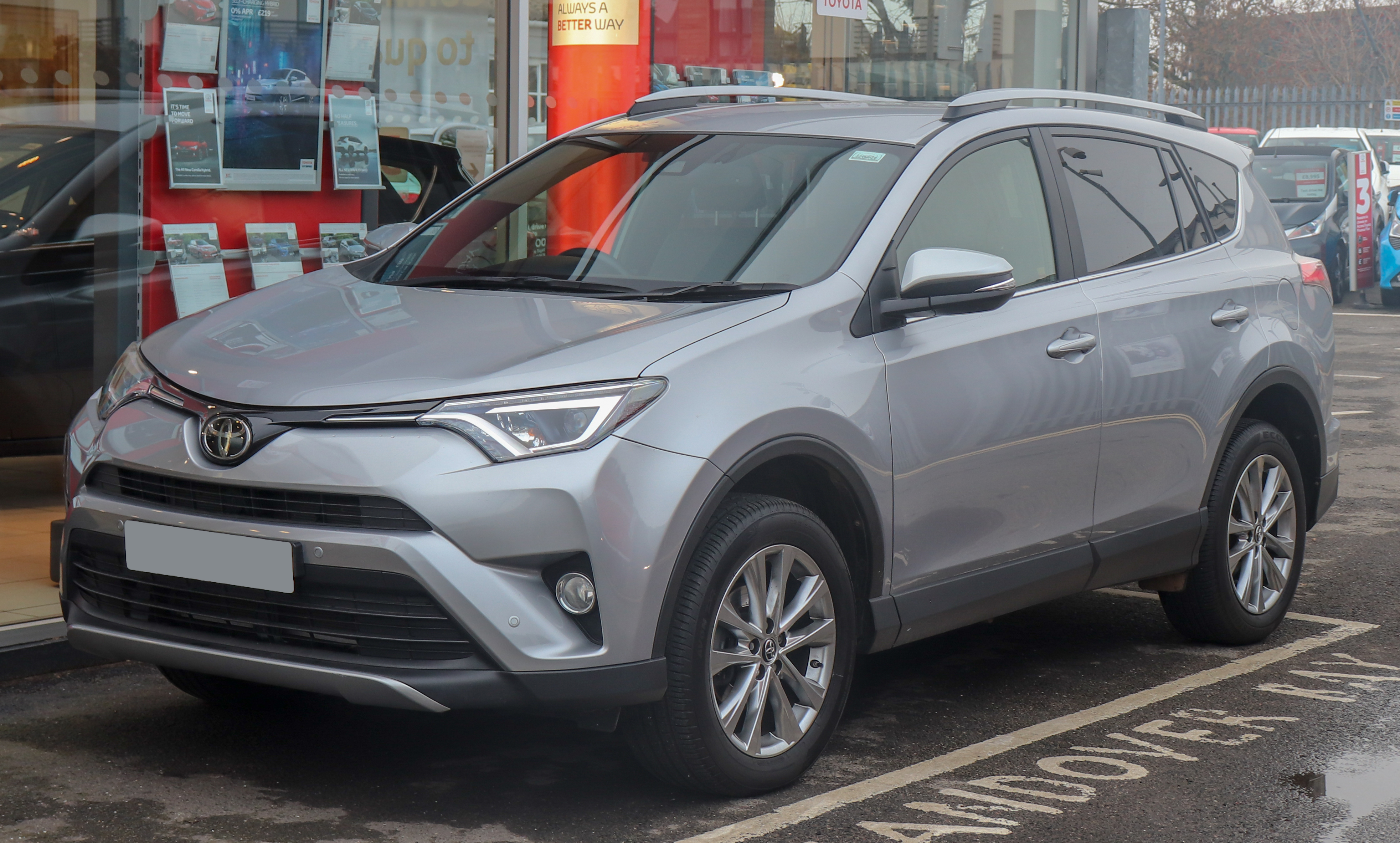
تويوتا راف فور Excel‏ 2017 (المملكة المتحدة، تجميل)
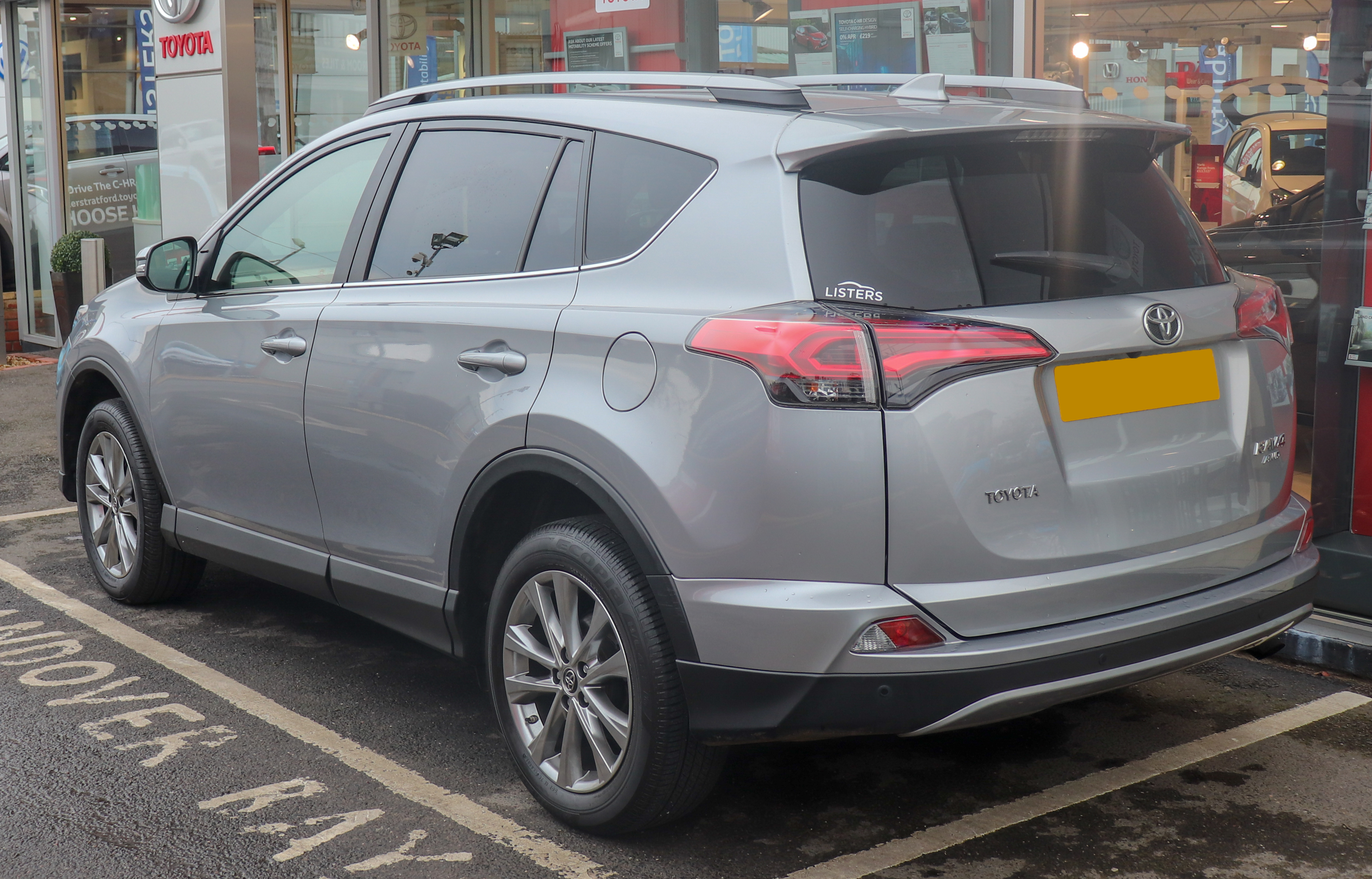
تويوتا راف فور Excel‏ 2017 (المملكة المتحدة، تجميل)
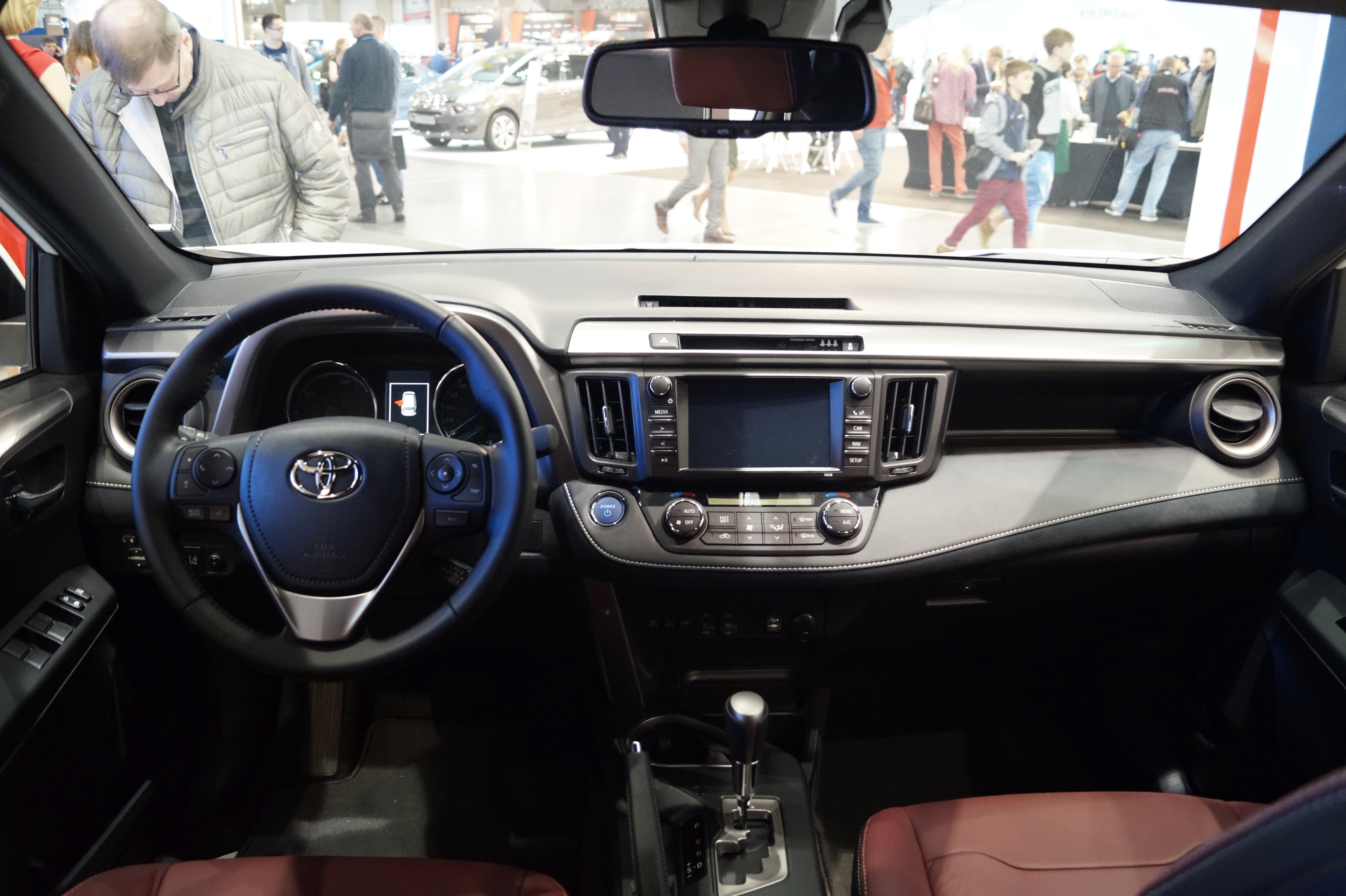
داخل السيارة

### راف-4 Adventure وراف-4 Premium (2013)

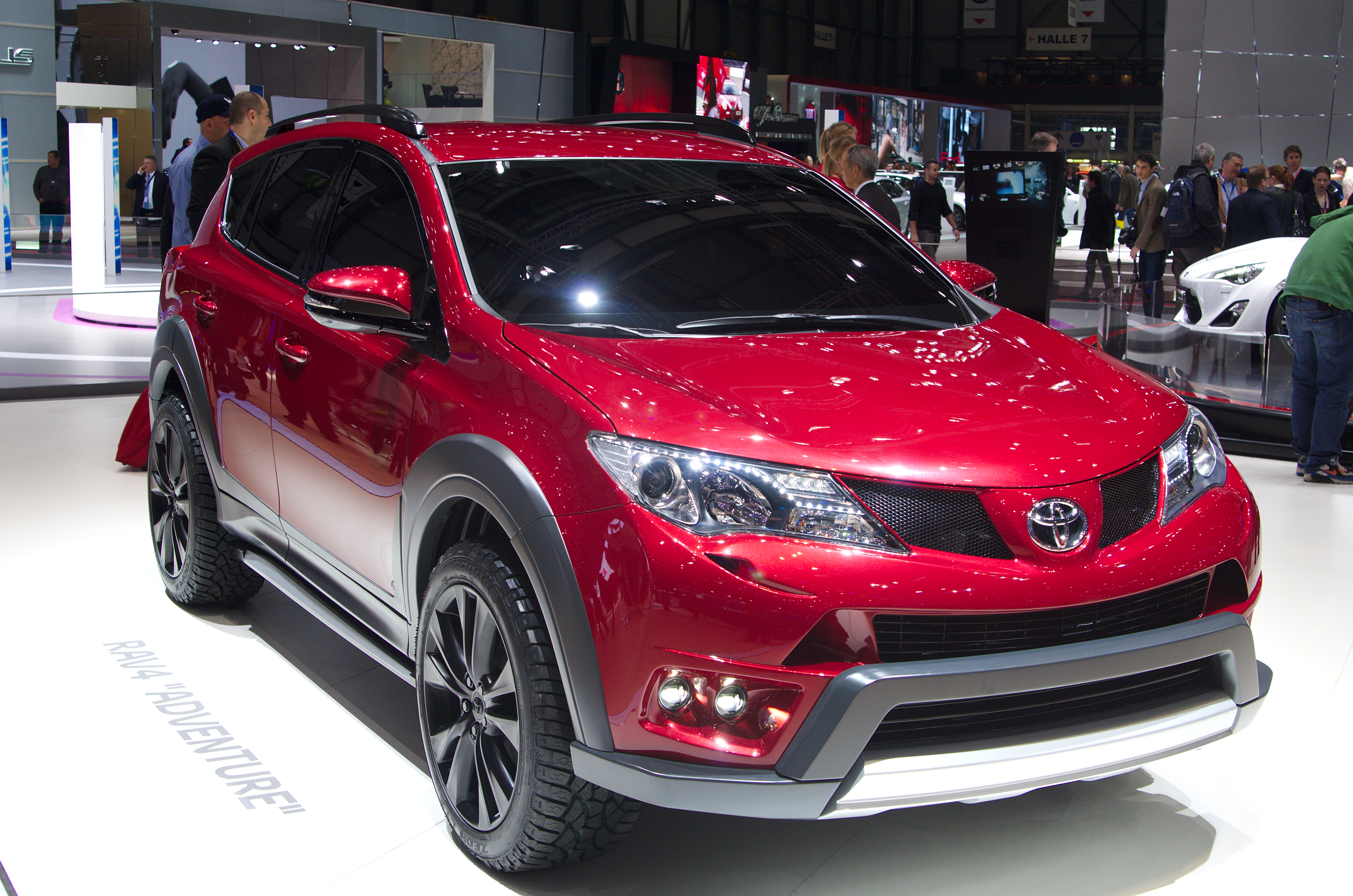
سيارة Rav4 Adventure في جنيف، 2013

### الأمان

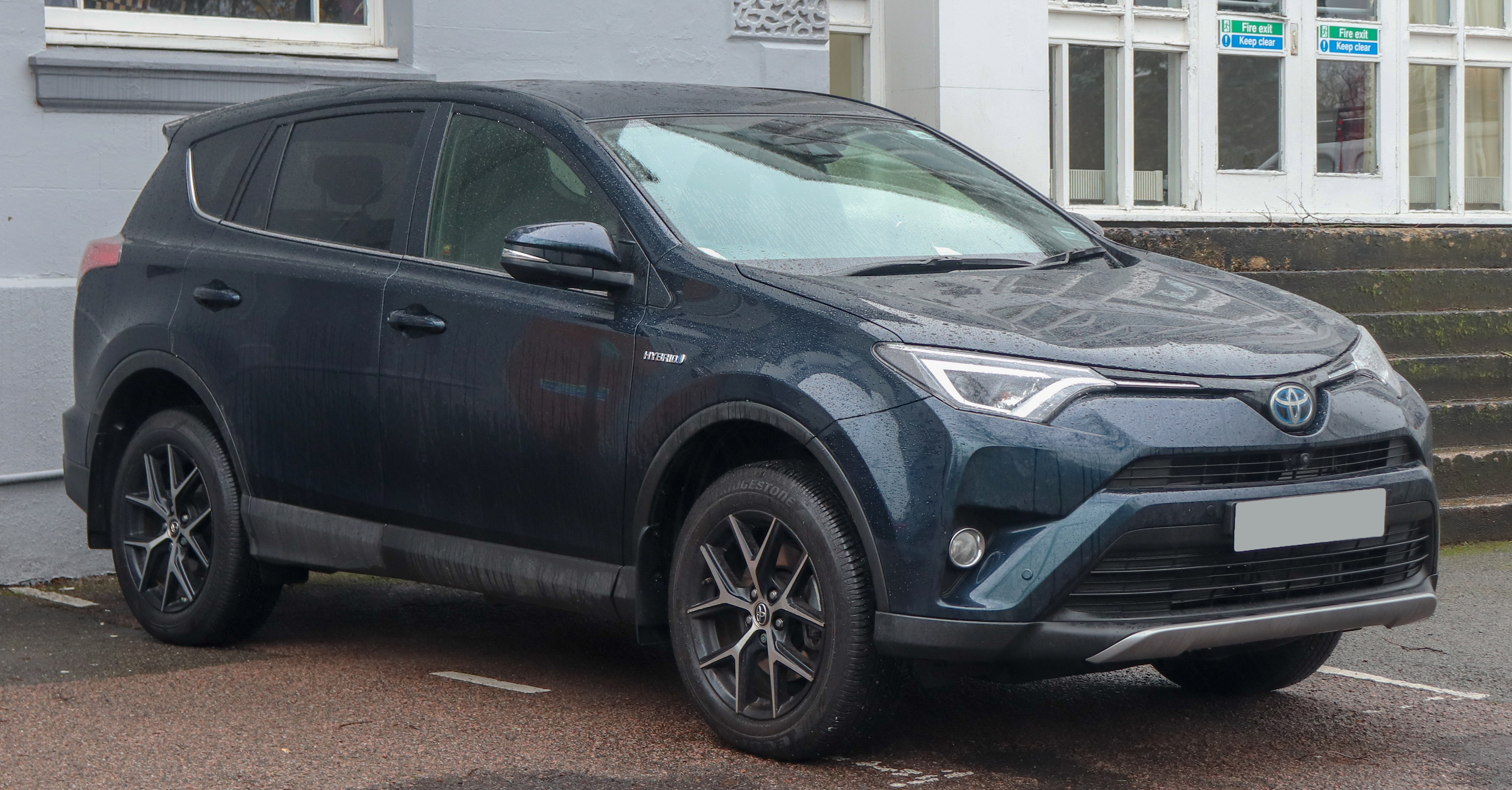
تويوتا راف فور HEV

في تقييمات معهد التأمين للسلامة على الطرق السريعة [الإنجليزية]‏ (IIHS)، حقَّقَ طراز راف-4 لعامي 2013 و2014 تصنيفًا «جيدًا» لمقاومة التحطم لمقاعد الرأس والمقاعد، وقوة السقف، والجوانب، والتداخل المعتدل في المقدمة، وحقق تصنيف «ضعيف» في اختبار IIHS التصنيف الأمامي الصغير المتداخل، وقد أُجريت تعديلات بدءًا من عام 2015 أدَّت لرفع «التصنيف الأمامي الصغير المتداخل» إلى «جيد».
اختبار التداخل الصغير الذي تم تقديمه في عام 2012 بواسطة IIHS، يحاكي التصادم الأمامي في 25% من جانب السائق. ومنذ اعتمادها لاحظت IIHS قيام العديد من صانعي السيَّارات بإجراء تعديلات غير متماثلة على سياراتهم، بما في ذلك راف-4، حيثُ أُجري اختبار تداخل صغير آخر على عدد من المركبات، بما في ذلك راف-4‏ 2015 على جانب الركاب، وكان أداء راف-4 الأسوأ وكان سيحصل على تصنيف «ضعيف» إذا كانَ معهد IIHS سيوفر تصنيفات لحماية جانب الركاب، وكان اقتحام اختبار التصادم 330 مليمتر (13 بوصة) في السيارة على جانب الراكب أكثر من جانب السائق وتسبب في فتح باب الراكب أثناء الاصطدام.
| متوسط التداخل الجبهي                      | جيد  |
| إزاحة أمامية صغيرة متداخلة (سائق) 2013-14 | سيىء |
| إزاحة أمامية صغيرة متداخلة (سائق) 2015–19 | جيد  |
| إزاحة أمامية صغيرة متداخلة (راكب)         | سيىء |
| تأثير جانبي                               | جيد  |
| قوة السقف                                 | جيد  |

## الجيل الخامس (XA50؛ 2018)
كُشف عن الجيل الخامس من راف-4 في معرض نيويورك الدولي للسيارات في 2018. وقد بنيت على منصة GA-Kوالتي تم مشاركتها مع الجيل الثامن من كامري والجيل الخامس من تويوتا أفالون والجيل السابع من لكزس إي إس.

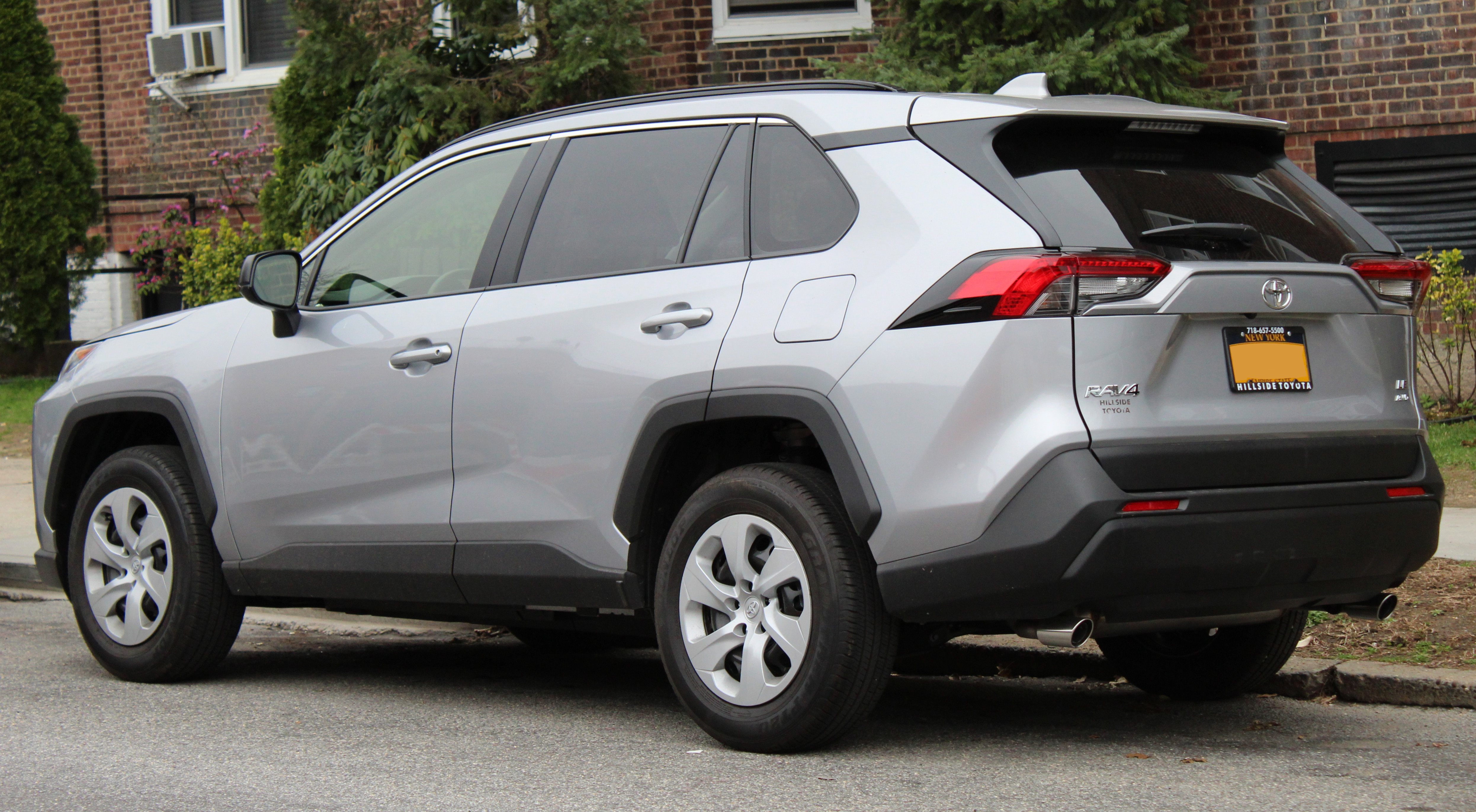
تويوتا راف فور 2019 LE AWD (الولايات المتَّحدة الأمريكية)
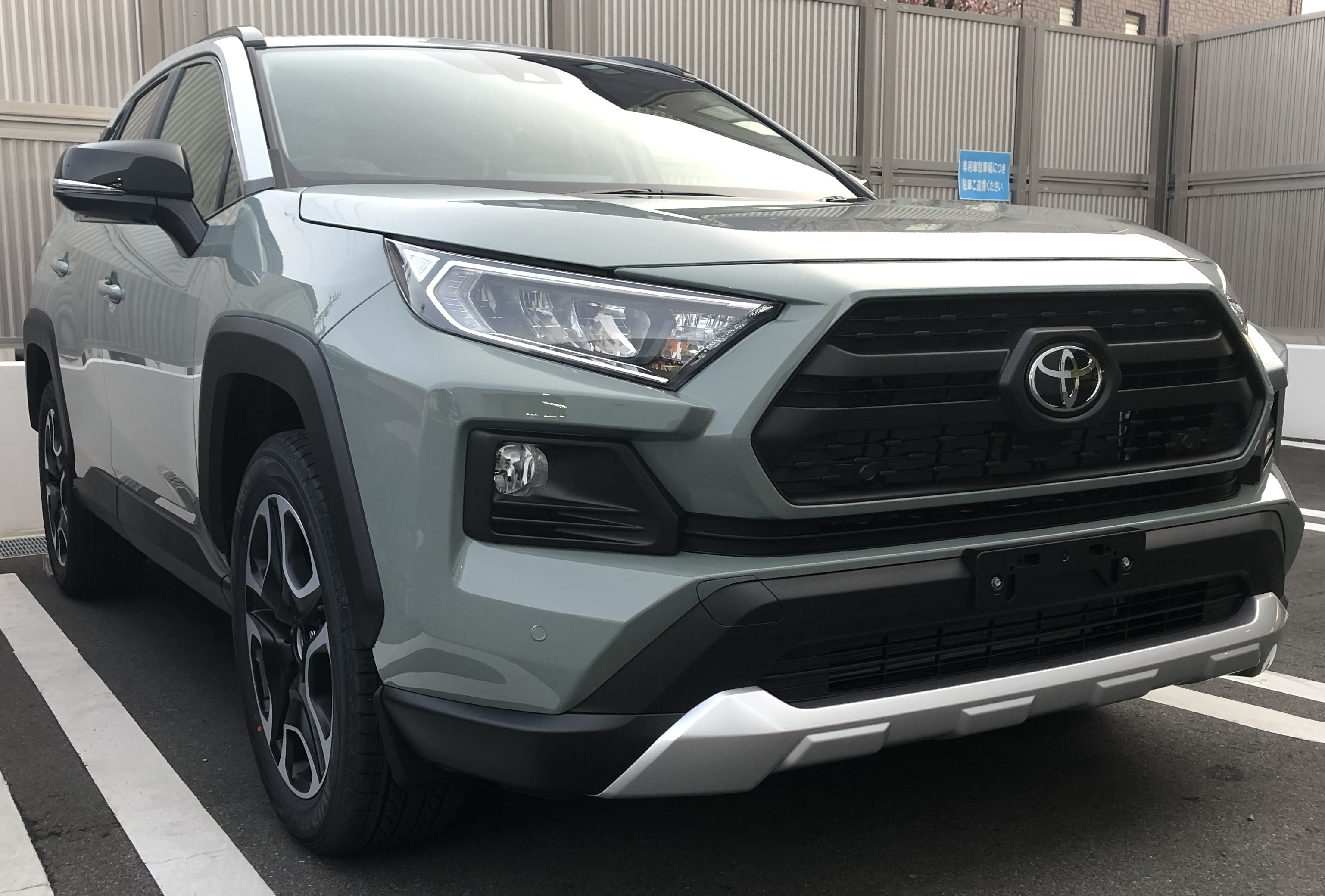
تويوتا راف فور 2019 Adventure / Trail / Edge
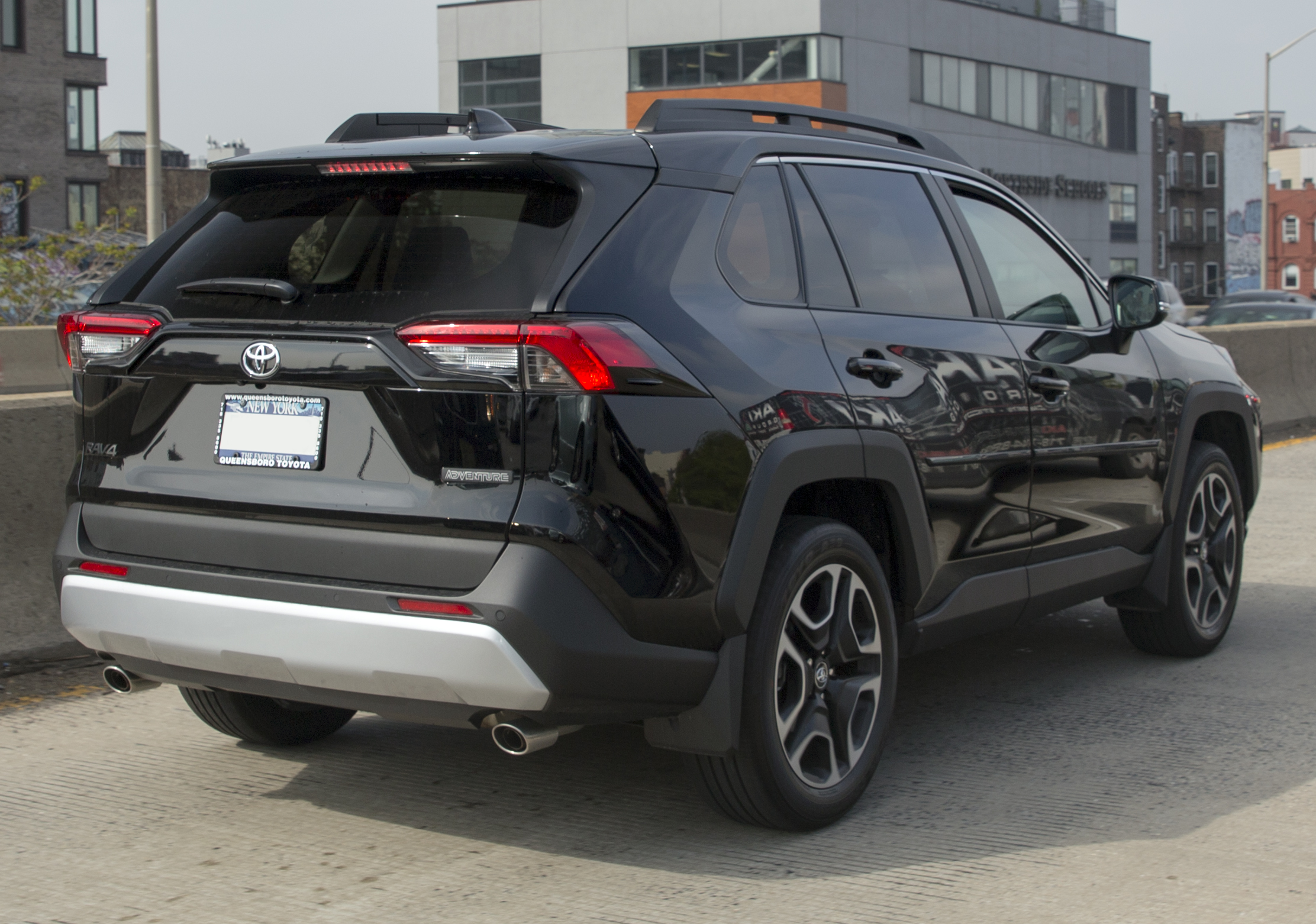
تويوتا راف فور 2019 Adventure / Trail / Edge
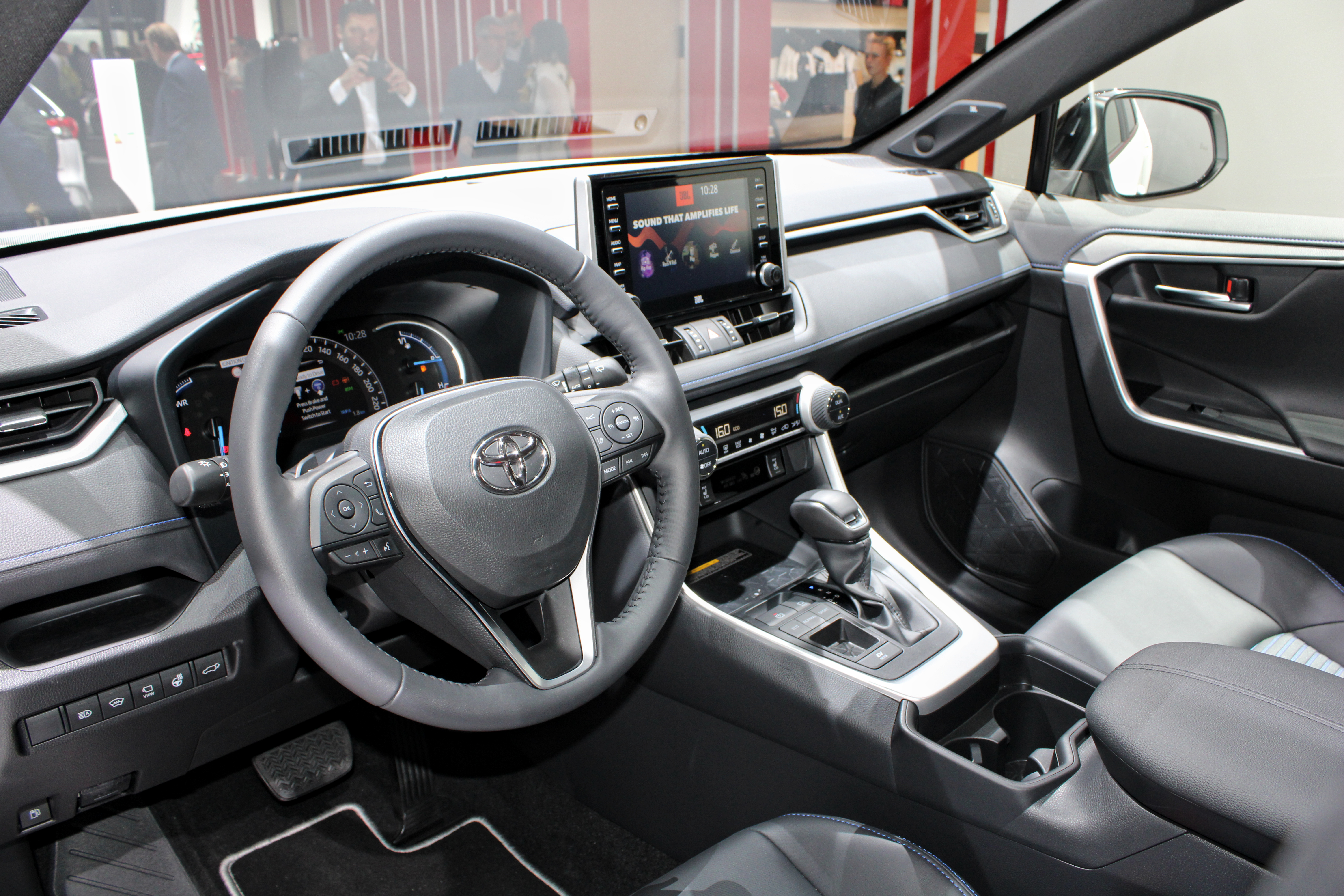
داخل السيارة
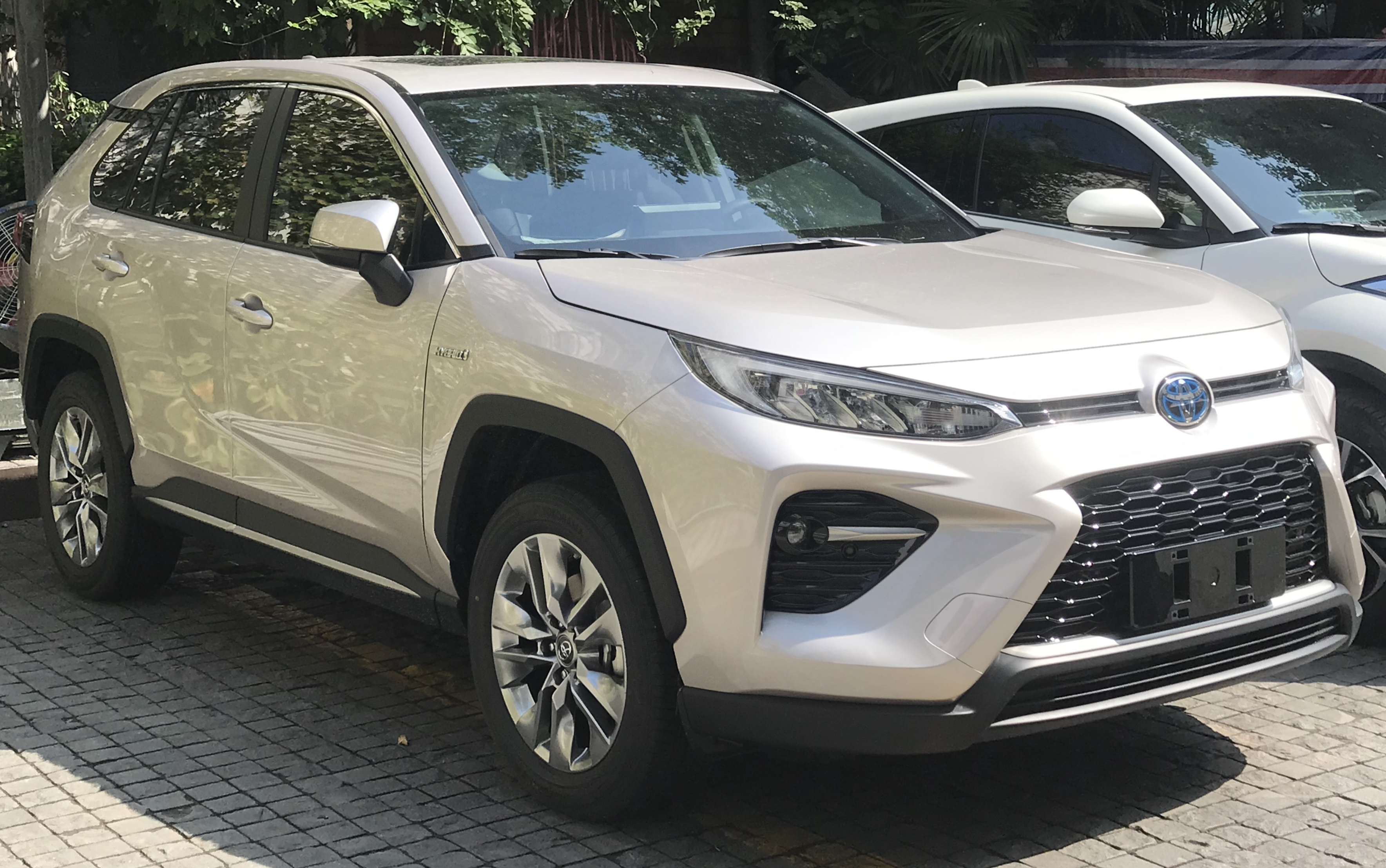
تويوتا ويلدلاندر هايبرد (الصين)
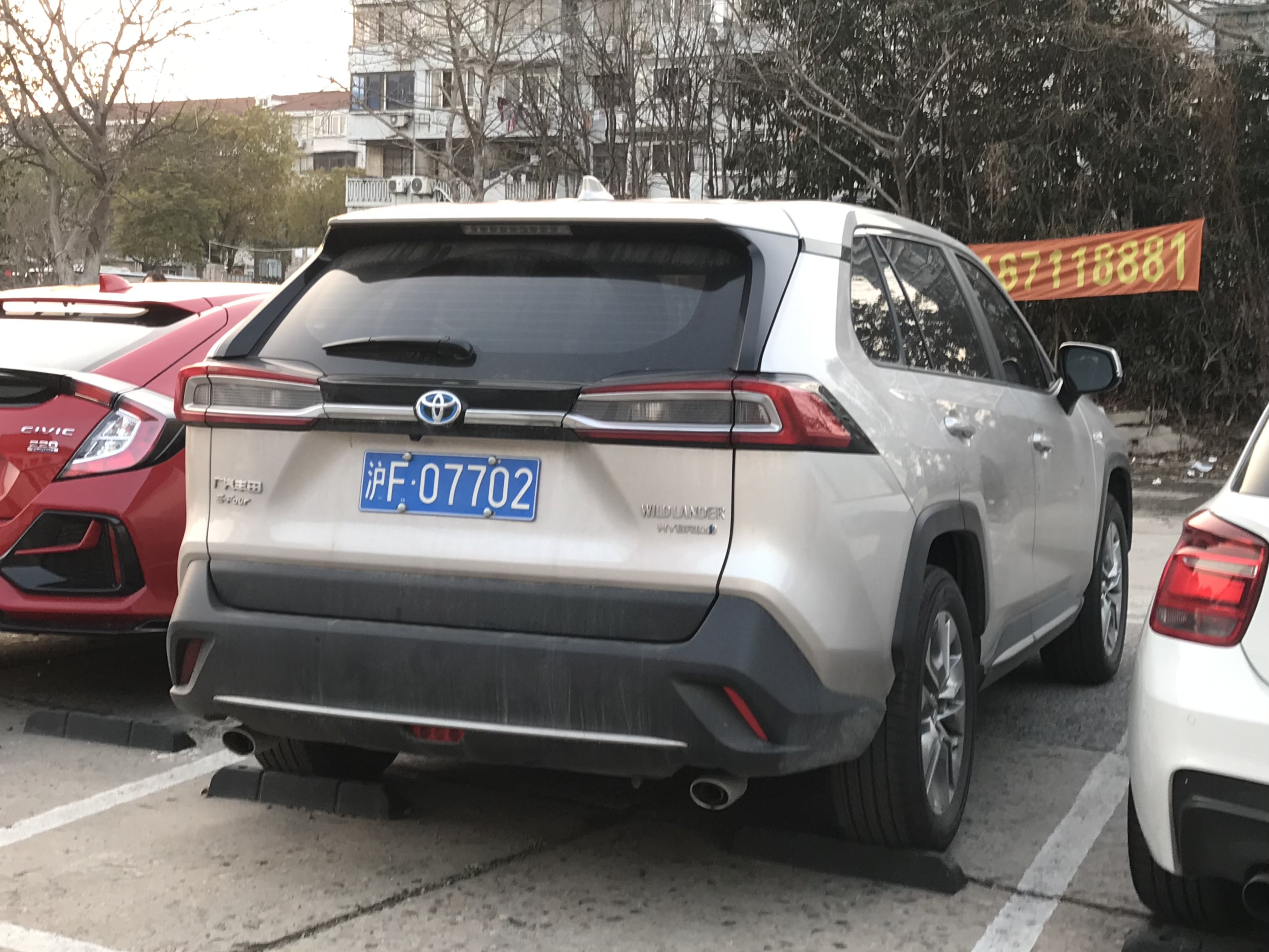
تويوتا ويلدلاندر هايبرد (الصين)

### راف فورر PHEV

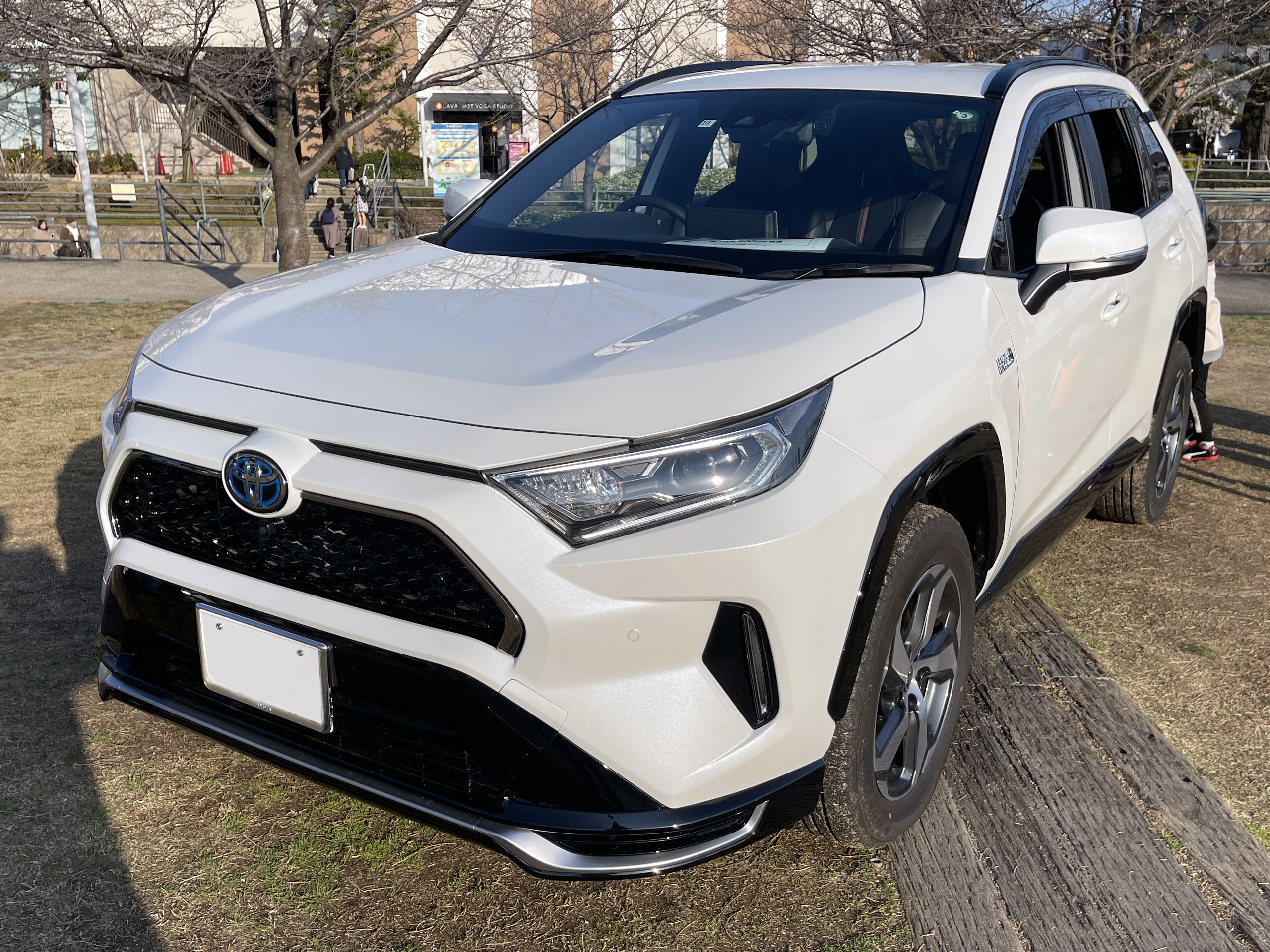
تويوتا راف فور PHV Black Tone (اليابان)

كُشف عن راف فور مركبة هجينة قابلة للشحن الخارجي ‏ (في أمريكا الشماليَّة (بالإنجليزية: RAV4 Prime)‏) في معرض LA للسيّارات في ديسمبر 2019. 

## المبيعات
| السنة | الولايات المتحدة                                 | كندا                              | أوروبا  | الصين   | أستراليا                          | نيوزلاندا                       |
| السنة | الولايات المتحدة                                 | كندا                              | أوروبا  | RAV4    | أستراليا                          | نيوزلاندا                       |
| ----- | ------------------------------------------------ | --------------------------------- | ------- | ------- | --------------------------------- | ------------------------------- |
| 1996  | 56,709                                           |                                   |         |         |                                   |                                 |
| 1997  | 67,489                                           |                                   | 23,580  |         |                                   |                                 |
| 1998  | 64,990                                           |                                   | 25,466  |         |                                   |                                 |
| 1999  | 57,138                                           |                                   | 22,191  |         |                                   |                                 |
| 2000  | 53,777                                           |                                   | 25,449  |         |                                   |                                 |
| 2001  | 86,368                                           |                                   | 53,976  |         |                                   |                                 |
| 2002  | 86,601                                           |                                   | 88,764  |         |                                   |                                 |
| 2003  | 73,204                                           |                                   | 95,867  |         |                                   |                                 |
| 2004  | 70,314                                           |                                   | 101,052 |         |                                   |                                 |
| 2005  | 70,518                                           |                                   | 93,492  |         |                                   |                                 |
| 2006  | 152,047                                          |                                   | 106,315 |         |                                   |                                 |
| 2007  | 172,752                                          |                                   | 97,414  |         |                                   |                                 |
| 2008  | 137,020                                          | 20,522                            | 62,501  |         |                                   |                                 |
| 2009  | 149,088                                          | 25,784                            | 44,723  | 67,880  |                                   |                                 |
| 2010  | 170,877                                          | 22,810                            | 50,930  | 98,057  |                                   |                                 |
| 2011  | 132,237                                          | 21,550                            | 43,663  | 100,309 |                                   |                                 |
| 2012  | 171,877                                          | 25,942                            | 36,030  | 98,179  |                                   |                                 |
| 2013  | 218,249                                          | 33,156                            | 47,534  | 117,800 |                                   |                                 |
| 2014  | 267,698                                          | 36,639                            | 54,187  | 124,680 |                                   |                                 |
| 2015  | 315,412 (بما في ذلك 1,507 هايبرد)                | 42,246                            | 51,838  | 116,731 |                                   |                                 |
| 2016  | 352,154 (بما في ذلك 45,070 هايبرد)               | 49,103                            | 69,919  | 116,389 |                                   |                                 |
| 2017  | 407,594 (بما في ذلك 50,559 هايبرد)               | 50,894                            | 71,047  | 128,545 |                                   |                                 |
| 2018  | 427,170 (بما في ذلك 48,124 هايبرد)               | 55,385                            | 68,779  | 144,049 |                                   |                                 |
| 2019  | 448,071 (بما في ذلك 92,525 هايبرد)               | 65,248 (بما في ذلك 14,246 هايبرد) | 91,800  | 125,977 |                                   |                                 |
| 2020  | 430,387 (بما في ذلك 115,974 hybrids; 3,200 PHEV) |                                   |         |         | 38,537 (بما في ذلك 26,398 هايبرد) | 5,346 (بما في ذلك 3,830 هايبرد) |